# Villard-Corrençon
Villard-Corrençon ou Villard-Corrençon by SEVLC est un domaine skiable alpin français du massif du Vercors. Il est situé sur les territoires des communes de Villard-de-Lans et Corrençon-en-Vercors, dans le département de l'Isère en région Auvergne-Rhône-Alpes.
Le domaine alpin Villard-Corrençon est exploité par la « Société d'Équipement de Villard-de-Lans - Corrençon-en-Vercors » (SEVLC).

## Géographie
Le domaine est situé dans le massif du Vercors, à proximité des stations de ski d'Autrans-Méaudre en Vercors et Lans-en-Vercors. La grande agglomération la plus proche est Grenoble à 32 km.

## Accès

### Portes d'entrées
Il est accessible depuis Villard-de-Lans par les portes d'entrées : « Le Balcon de Villard » et « Les Glovettes » et depuis Corrençon-en-Vercors par les portes d'entrées : « Le Clos de la Balme » et « Les Rambins » (zone débutant).

#### Le Balcon de Villard (Cote 2000)
La Cote 2000 est située au lieu-dit « Le Balcon de Villard », à une altitude de 1 143 m. Le Balcon est la porte d'entrée principale pour les skieurs venant du centre de la commune. Ce secteur est connu pour ses pistes larges et pour son nombre élevé de skieurs. Le secteur comprend : des parkings (automobile, car et camping-car), une galerie commerciale, deux restaurants d'altitude (Le Pré du Preys et Altitude 2000), une retenue d'eau artificiel (lac du Pré), des caisses forfaits, un poste de secours et une aire de vol en parapente.

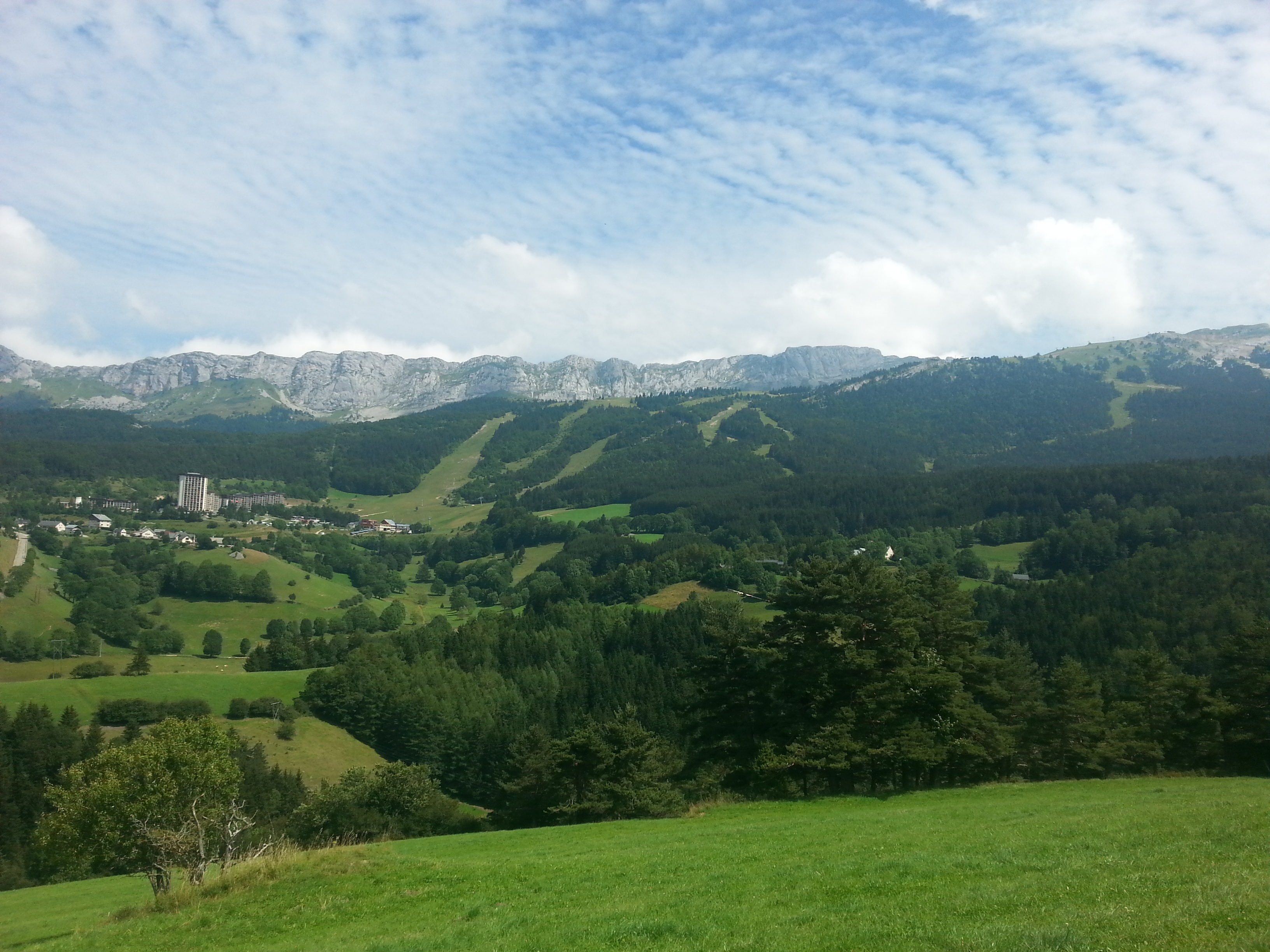
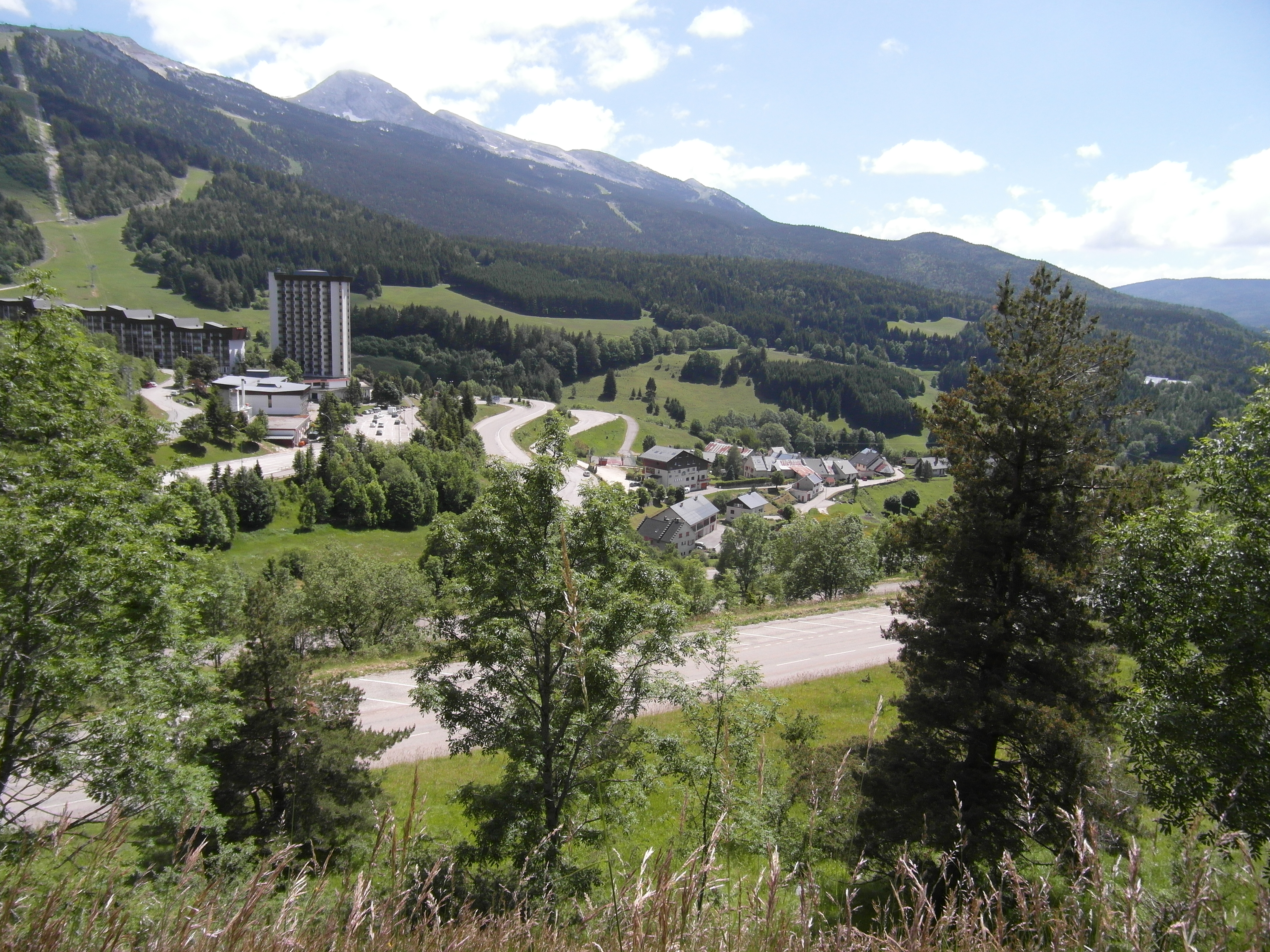
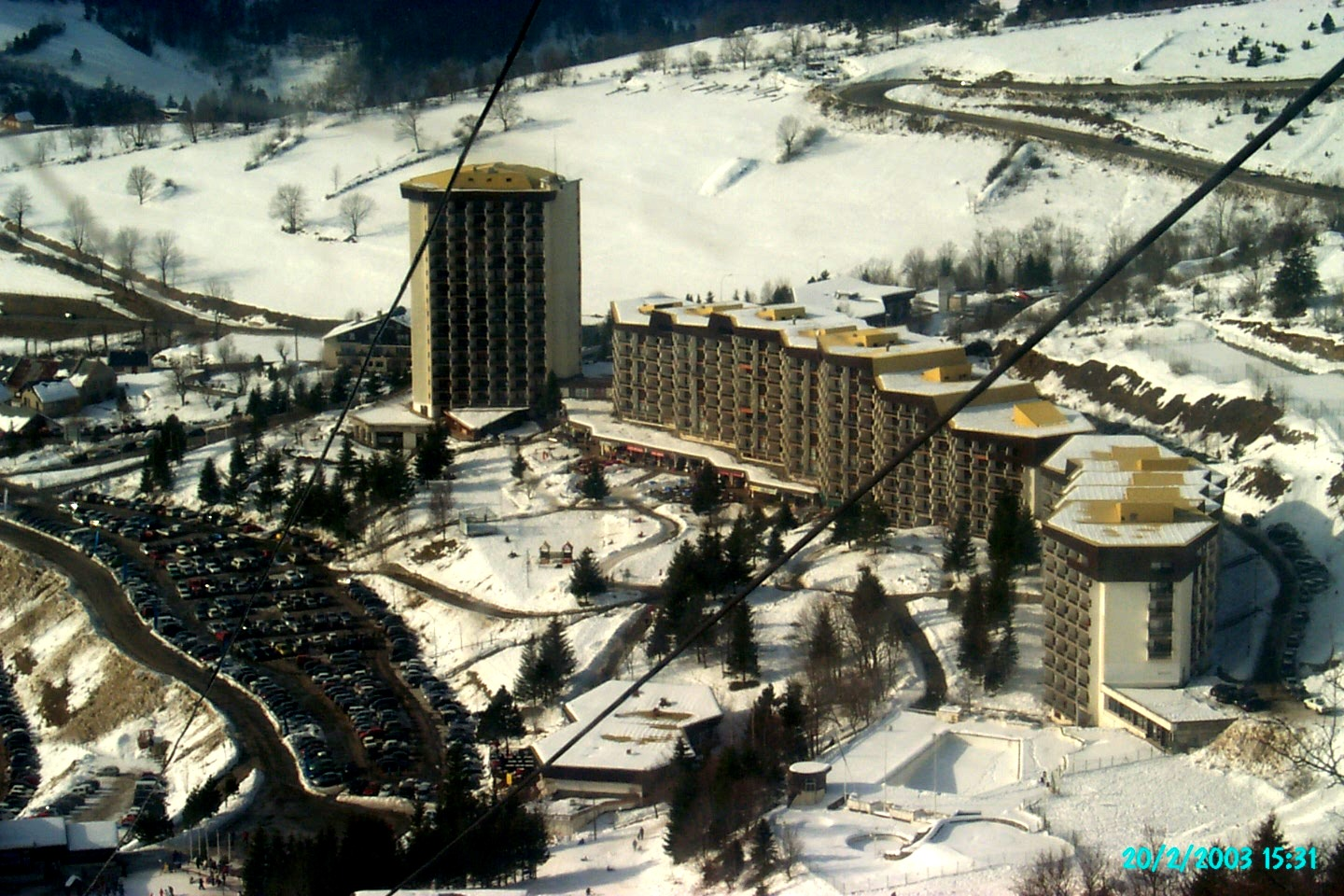

#### Les Glovettes
Les Glovettes est un lieu-dit résidentiel situé à une altitude de 1 200 m. Ce secteur est plutôt réservé aux résidents des immeubles. Il comprend : un parking automobile, une galerie commerciale et des caisses forfaits.

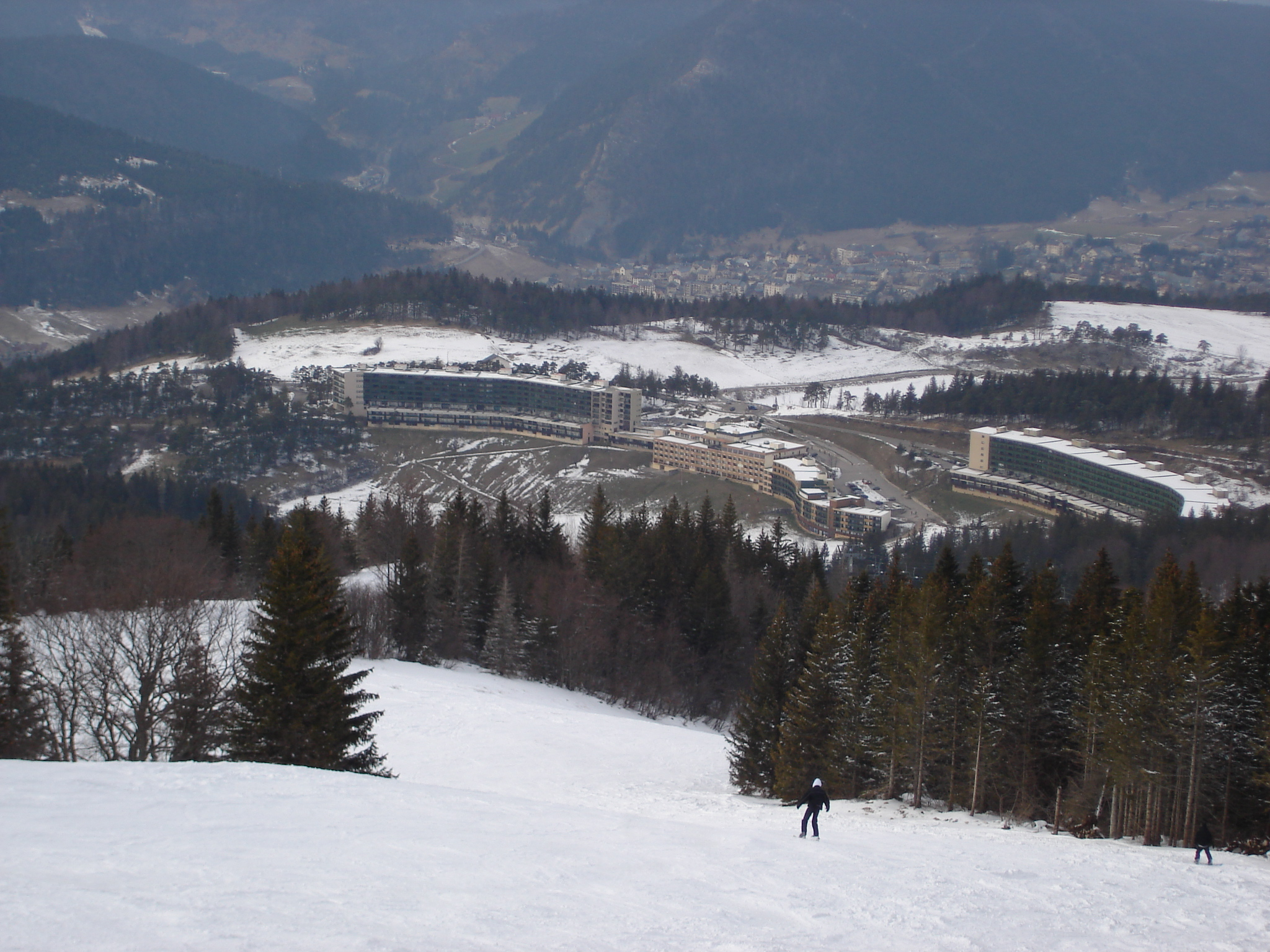
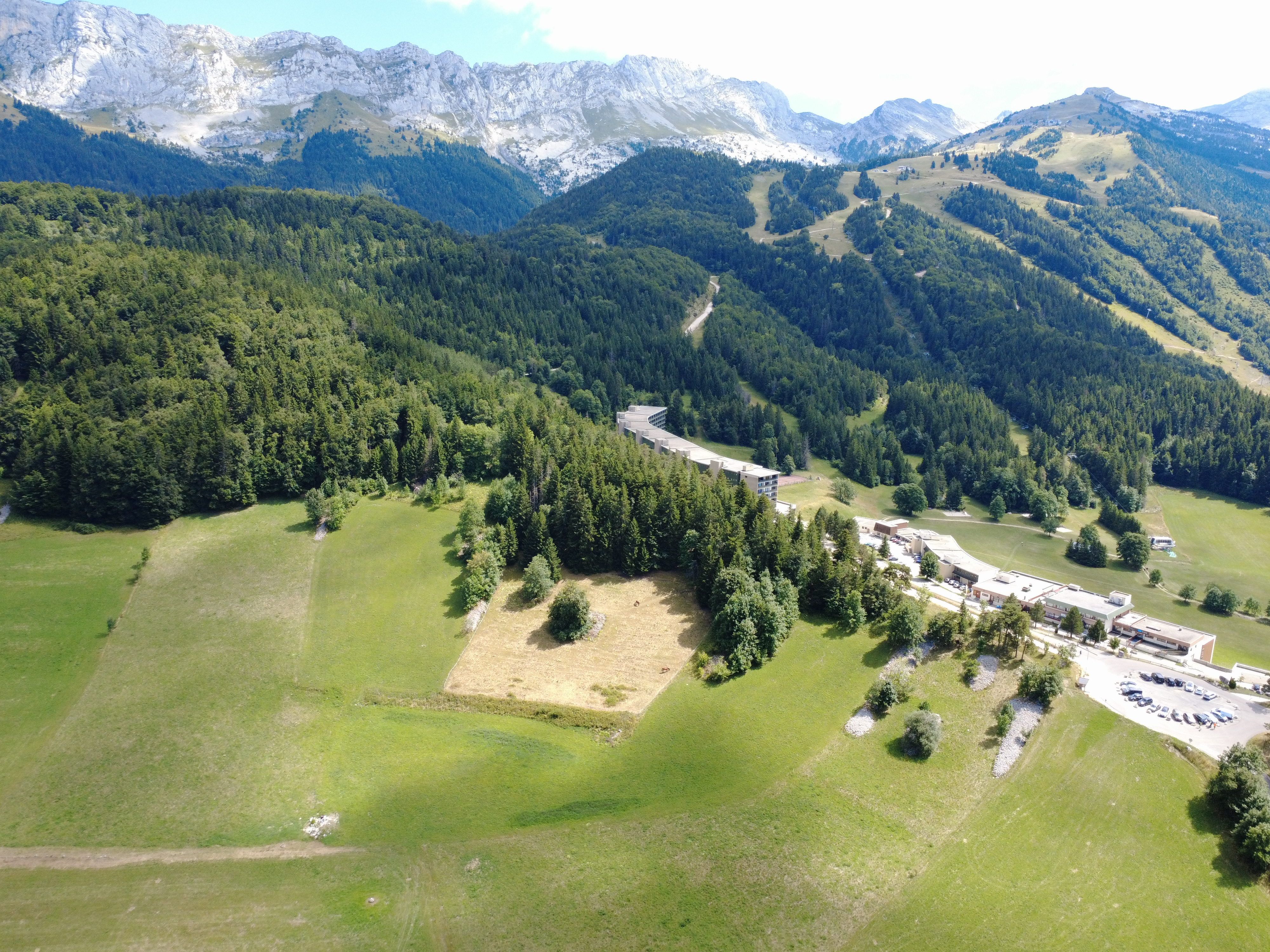
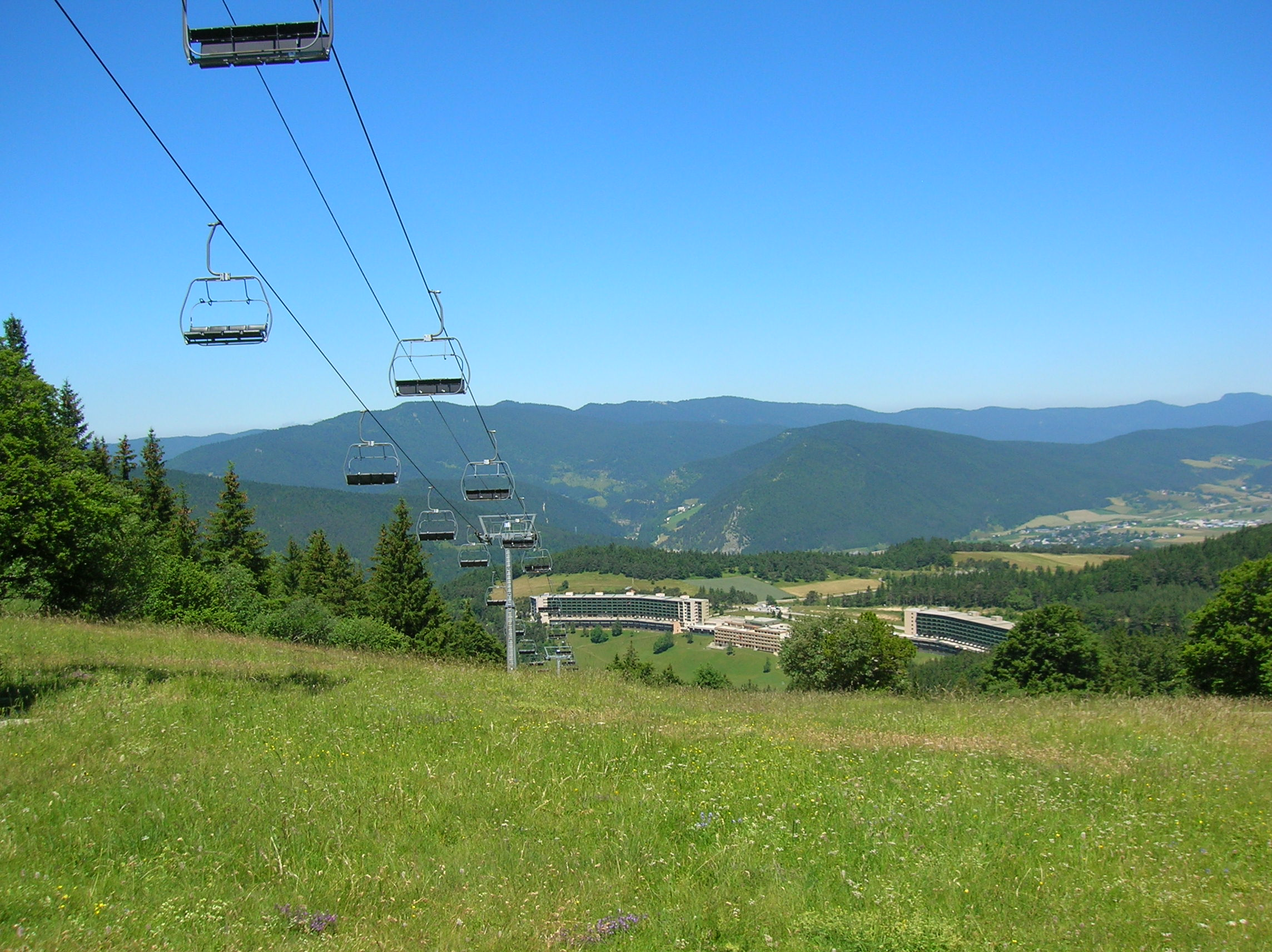

#### Clos de la Balme
Le Clos de la Balme est un lieu-dit situé à une altitude de 1 220 m. Le secteur comprend : un parking automobile, une galerie commerciale, une crêperie d'altitude (Crêperie de L'Ours Blanc), des caisses forfaits, un restaurant (Bar du Sapin) et un poste de secours.

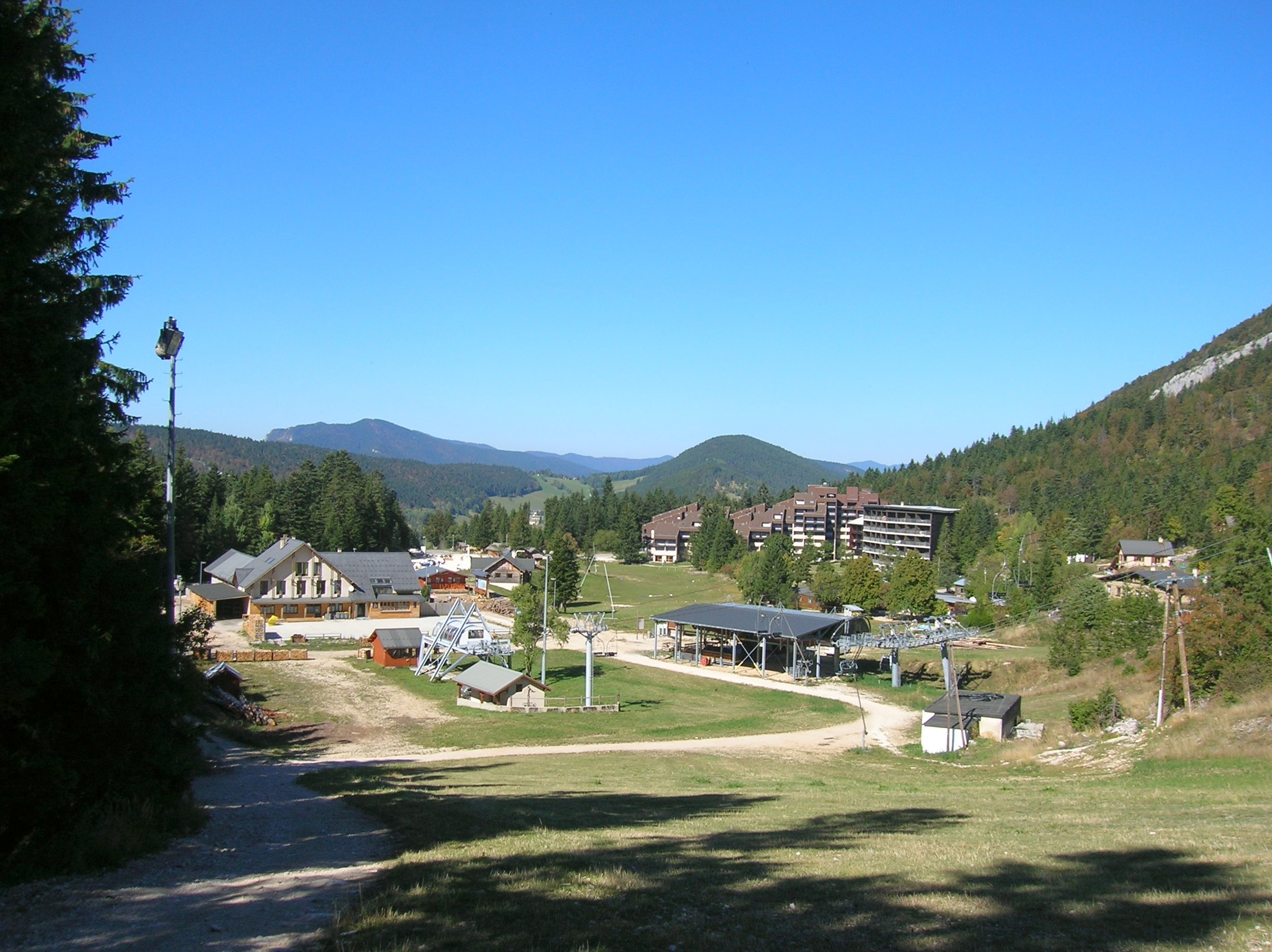
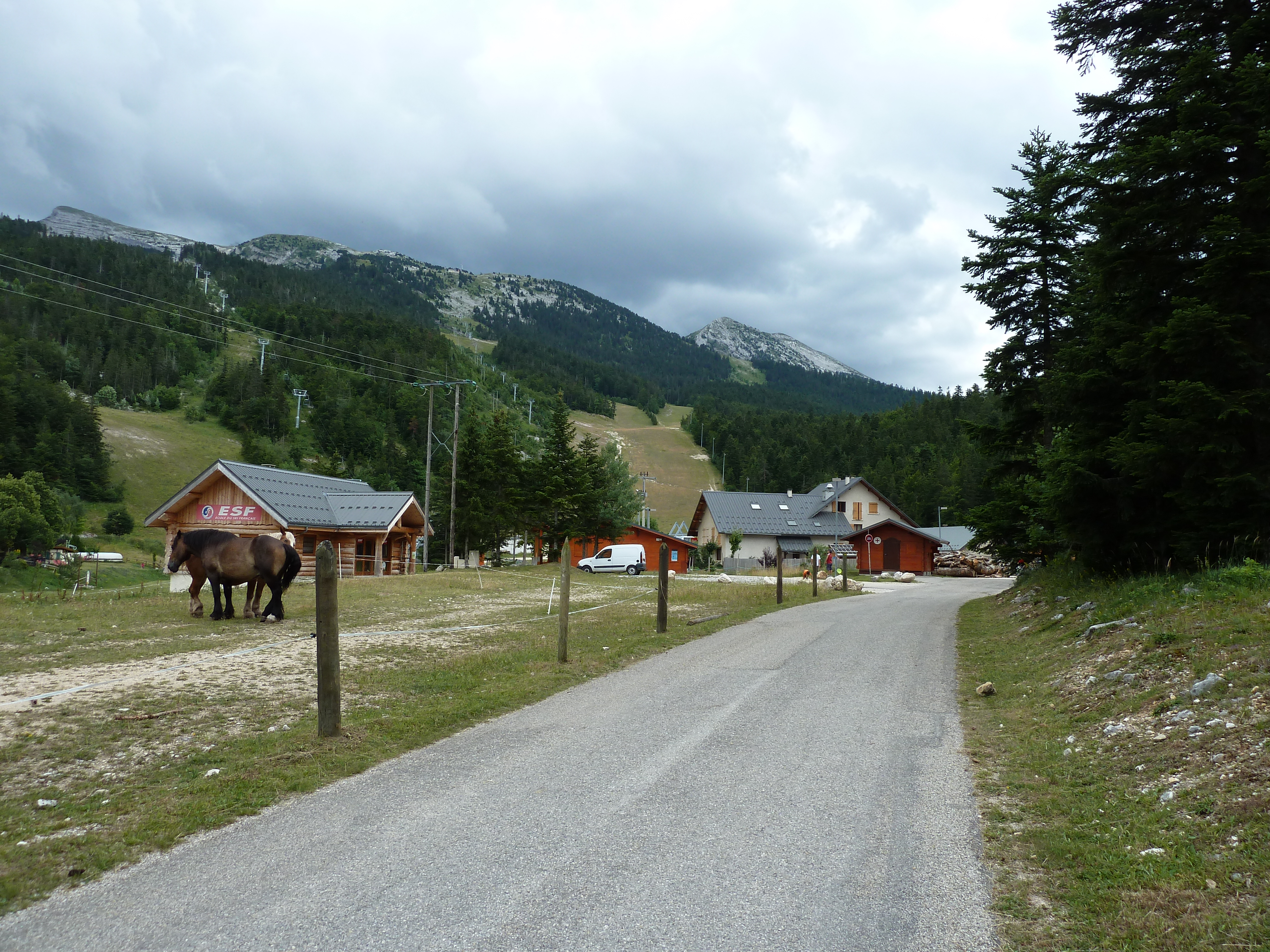
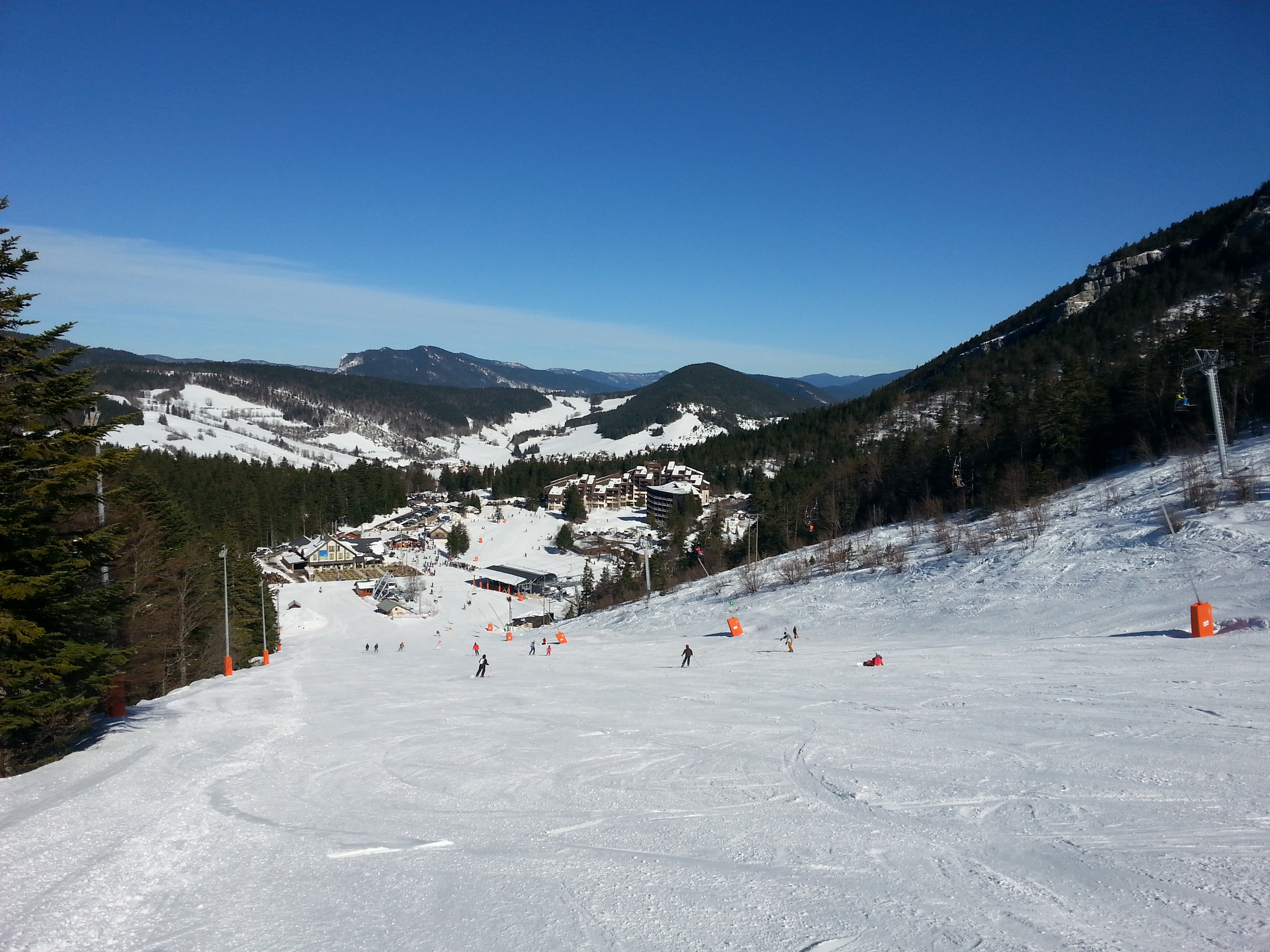

### Transport
La gare ferroviaire la plus proche est la gare de Grenoble, située à environ 35 km du centre de la commune. Elle est desservie par un service d'autocar régulier depuis Villard-de-Lans.
La ligne régionale Cars Région Isère T67 relie la gare routière de Villard-de-Lans au Clos de la Balme à Corrençon-en-Vercors.
Un service de navette gratuite relie les différentes portes d'entrées depuis la gare routière, dans le centre de la commune de Villard-de-Lans :
- Gare routière de Villard ↔ Le Balcon de Villard (ou/et) Les Glovettes (Domaine alpin). (Fonctionne en saison estivale et hivernale) ;
- Gare routière de Villard (ou/et) Côte 2000 (Domaine alpin) ↔ Corrençon centre ↔ Hauts Plateaux (Domaine nordique) ↔ Clos de la Balme (Domaine alpin). (Fonctionne uniquement en saison hivernale).

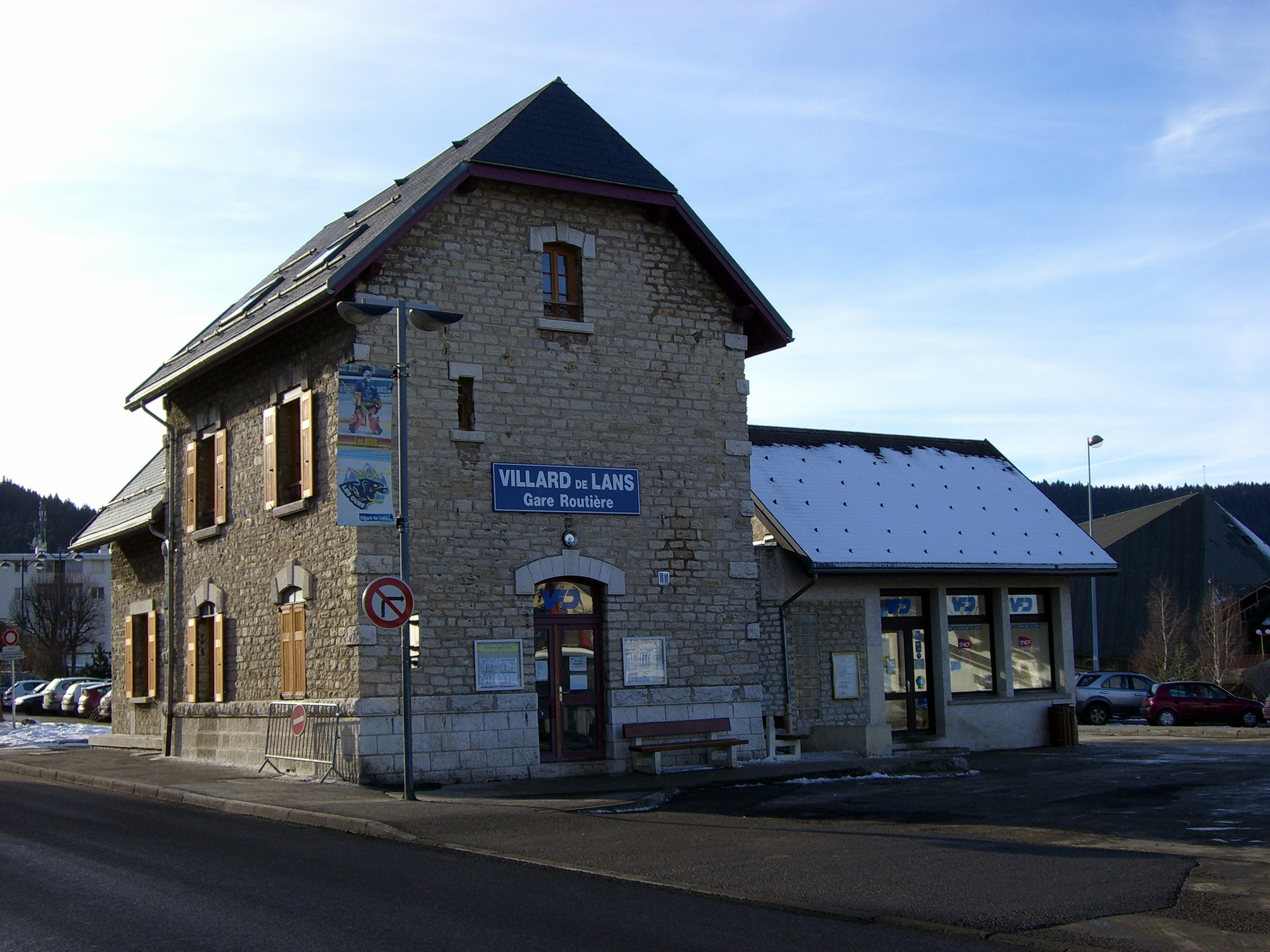
La gare routière de Villard-de-Lans.
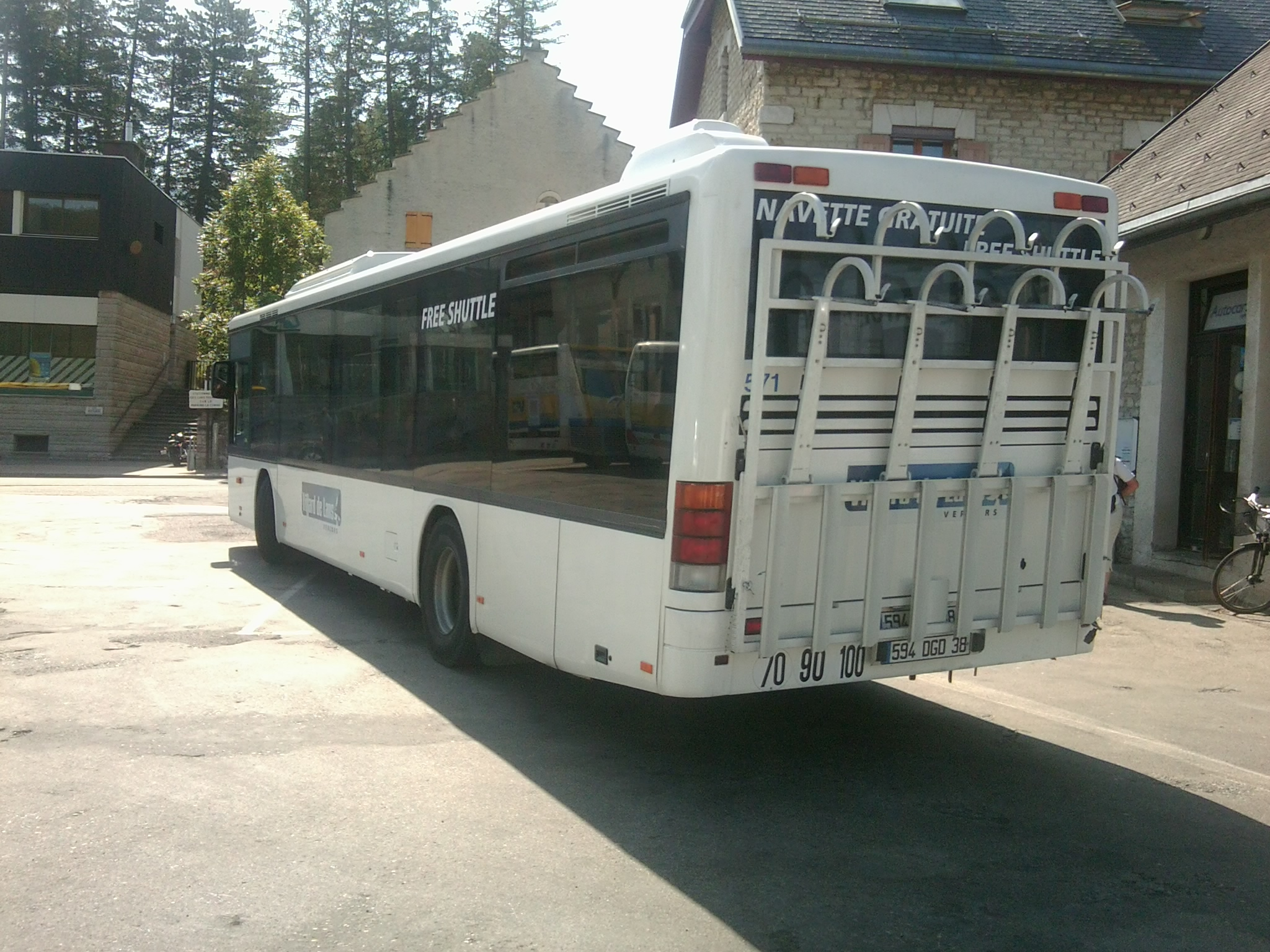
Une navette gratuite de la commune de Villard-de-Lans.

## Histoire

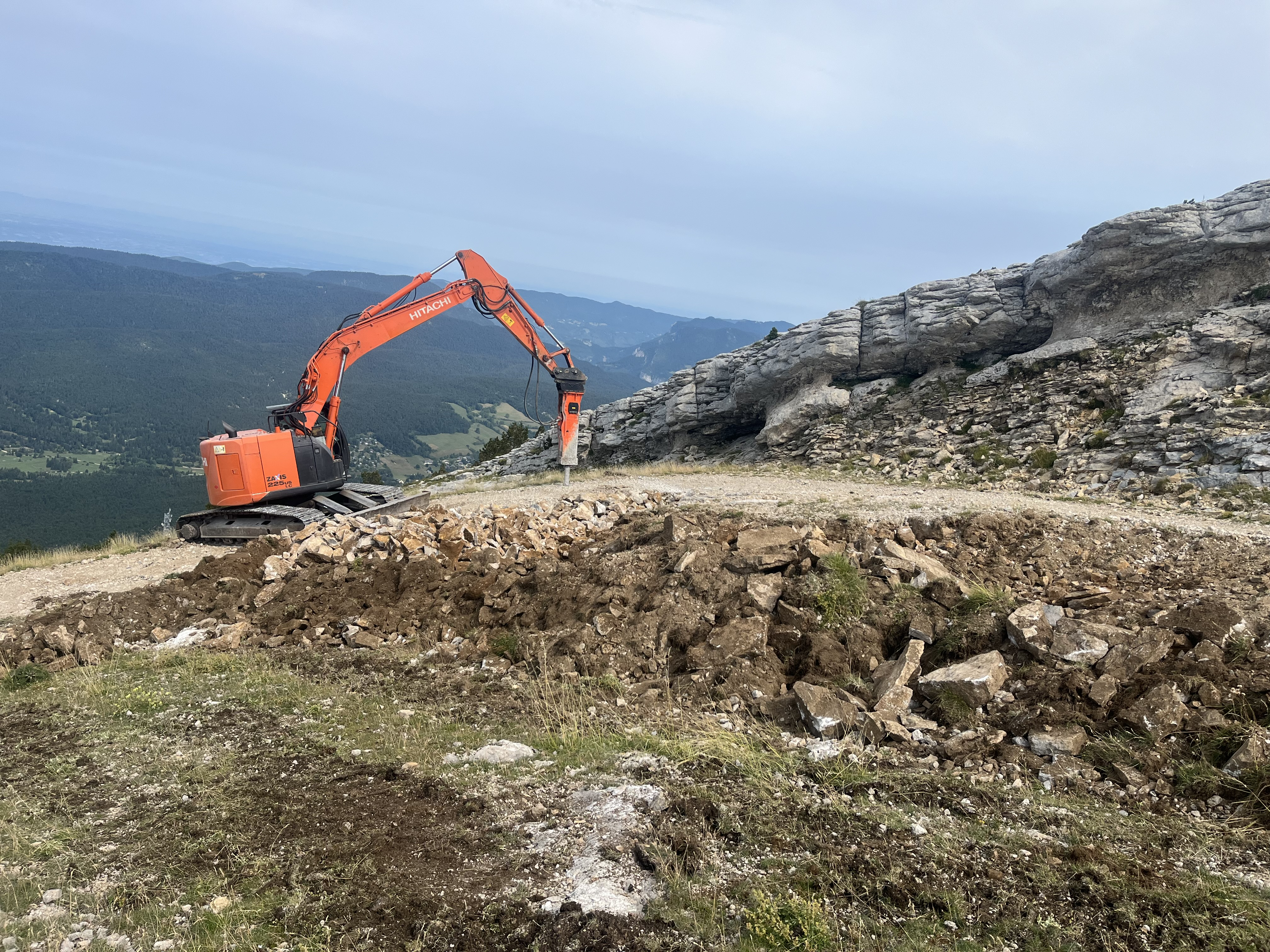
Pelleteuse sur la piste Choucas.

L'histoire commence en 1950, lorsqu'un groupe d'amis hôteliers, commerçants et industriels fondent ce qui est d'abord la Société d'Équipement de Villard-de-Lans (SEVL). Un contrat de concession d'une durée de 75 ans est signé entre la commune de Villard-de-Lans et la SEVL, pour l'exploitation des pistes. Ce contrat expirera en 2025.
Toujours en 1950, un projet de télécabine reliant le Pré ou le Splendid à la Cote 2000 (via Les Clos), a été étudié. Finalement, le projet ne vit pas le jour.
En 1951, la station s'équipe de la première télécabine débrayable de France, nommée « Cote 2000 ». L'équipement, livré par le constructeur Câbles et Monorails Ets Mancini, dispose de 60 cabines biplaces de forme ovoïde qui leur valent rapidement le sobriquet d’œuf. Entre 1951 et 1971, la station se développe en installant des téléskis, d'abord sur la zone Cote 2000, puis en 1971 aux Glovettes. En 1973, la télécabine Cote 2000 est remplacé par une 6 places (la première en Europe à l'époque). En 1982, face aux incertitudes concernant l'enneigement, la station s'équipe d'un système d'enneigement artificiel (72 canons dans un premier temps), devenant ainsi la première station française à en posséder un.
En 1983, la SEVL fusionne avec la SATEC qui gère les pistes de ski de la commune de Corrençon-en-Vercors et devient la SEVLC.

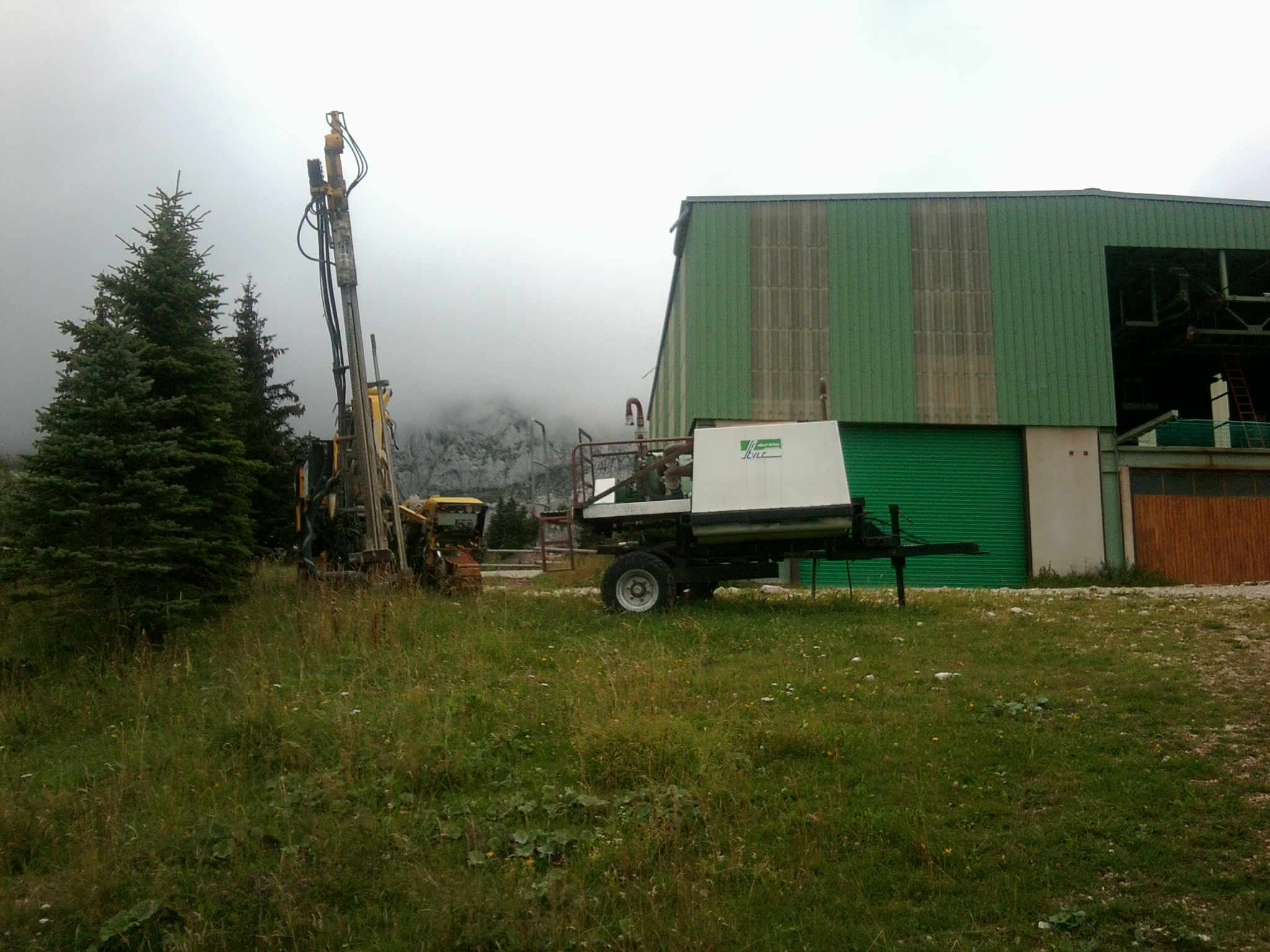
Pompe à eau et foreuse au Pré des Preys.

Lors de la saison 1986-1987, la SEVLC acquiert la SARL Les Rambins, qui exploite le domaine skiable débutant de la commune de Corrençon-en-Vercors et fait des aménagements tels que la construction des caisses, garages et bureaux.
Durant la saison suivante (1987-1988), la SEVLC crée un service commercial afin de développer ses ventes (notamment auprès de la clientèle étrangère et des voyagistes).
La saison 1989-1990 a été très mauvaise à cause d'un manque de neige, aucun aménagement n'est réalisé cette année-là, et le service commercial est fermé.
À l'été et à l'automne 1992, l'extension et l'automatisation du système d'enneigement artificiel augmente de 30 % les capacités existantes. La saison 1992-1993 est à nouveau mauvaise, les réalisations sont donc réduites, les travaux sont axés sur l'amélioration du balisage et l'extension du système d'enneigement artificiel.
La saison 1993-1994 a affiché un bon résultat, les investissements reprennent. Pour améliorer le rendement du système d'enneigement artificiel, une tour de refroidissement des compresseurs est construite, ce qui permet de faire de grandes économies en eau, qui circule maintenant en circuit fermé. L'accueil est également amélioré, grâce à la mise en place d'un point de vente forfaits à l'office de tourisme de Villard-de-Lans. Le parc des engins de damage est en partie renouvelé avec l'achat de deux dameuses Leitner plus puissantes.
En 1995, les points de vente sont informatisés grâce au système Geski 5. À l'été 1997, l'alimentation en eau des canons à neige est modifiée pour avoir un meilleur débit, le système de forfaits Temposki est mis en place, cela permet au skieurs de récupérer les quarts d'heure non skiés pour le prochain achat de forfait.

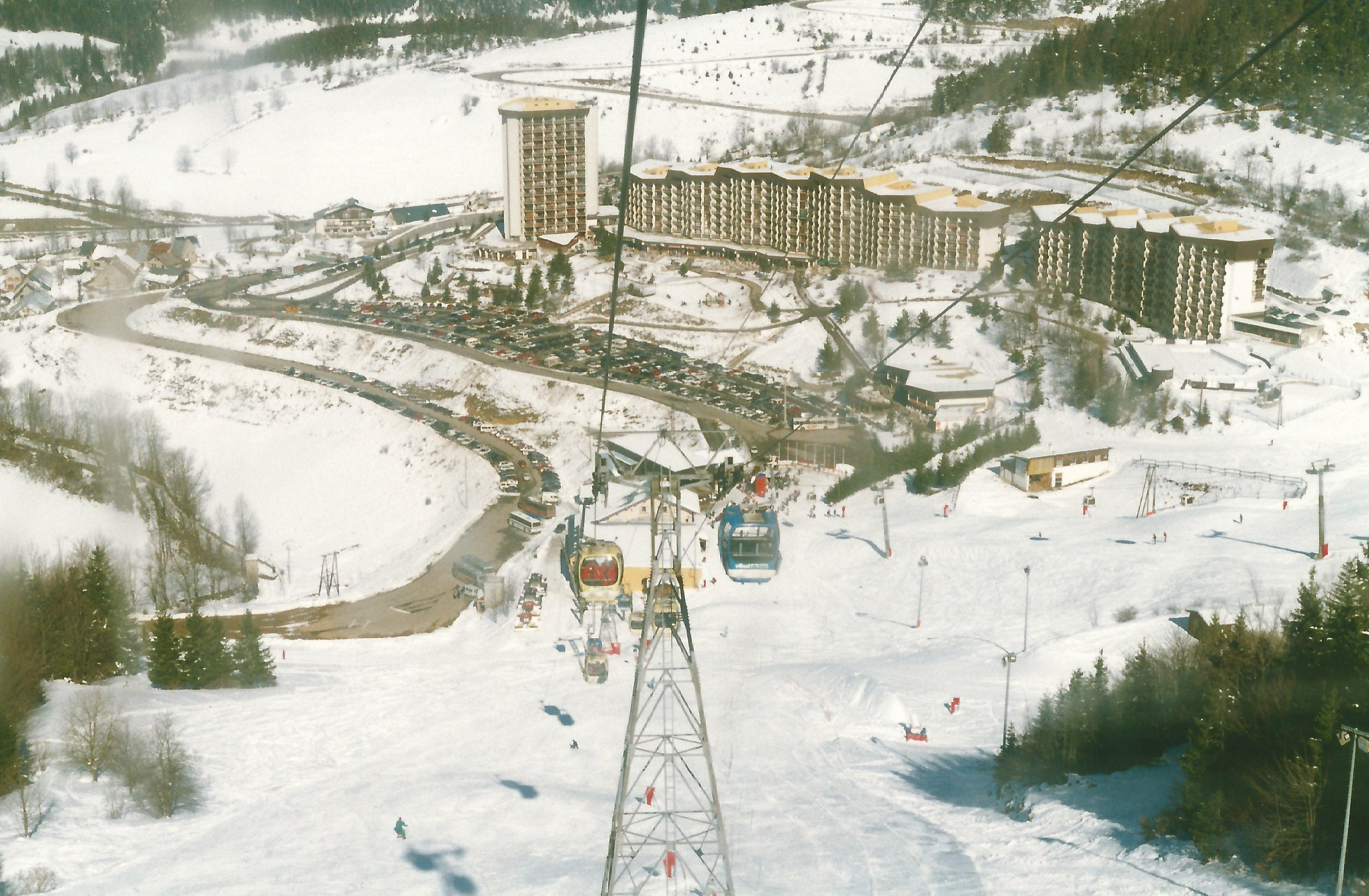
La télécabine Côte 2000 en 1998.

Pour la saison 1998-1999, les 90 cabines de la télécabine Côte 2000 sont changées, la gare est insonorisée. La retenue d'eau du lac du Pré est créée, permettant de récupérer 73 000 m3 d'eau. Le jardin d'enfants de l'école de ski qui se trouvait à cet endroit est déplacé 50 m plus loin. À l'été 1999, les 86 canons du système d'enneigement artificiel existants sont changés et 17 nouveaux canons sont installés. De plus, deux nouvelles dameuses sont achetées pour le secteur de Corrençon.
Lors de l'été 2003 a été construit le lac artificiel de la Moucherolle afin de pouvoir étendre le réseau de canon a neige sur le secteur de la Grande Moucherolle puis plus tard vers Corrençon.
À la saison 2008-2009 est créé le nom Espace Villard-Corrençon.
La saison 2010-2011 a permis de mettre en service la nouvelle télécabine dix places Côte 2000, à la suite d'une rénovation.

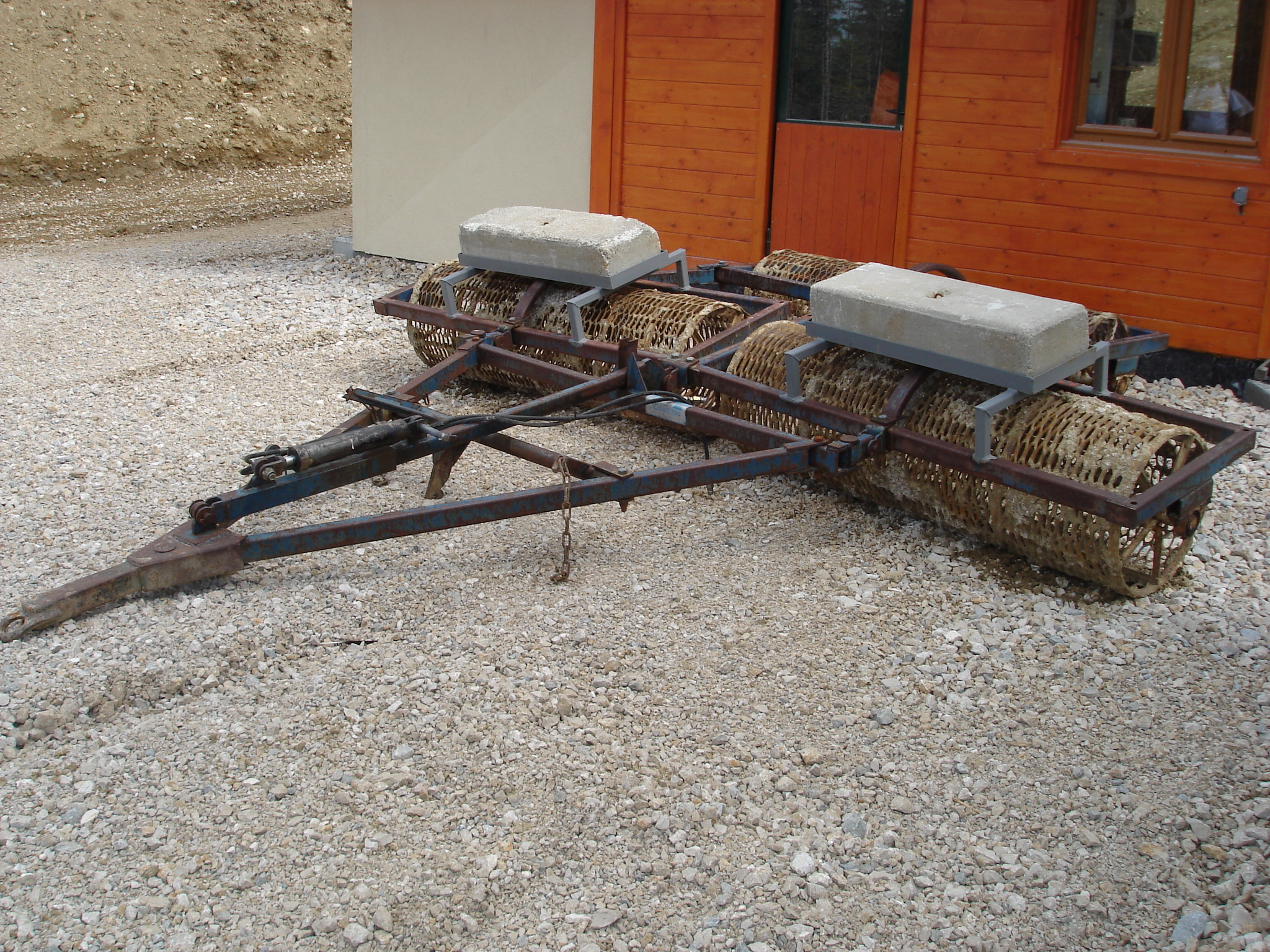
Rouleau compresseur au Grand Buisson.

Pour la saison 2014-2015, le télémix Clos de la Balme est inauguré et le réseau de neige artificiel est prolongé jusqu'au Clos de la Balme.
La période 2016-2017 est marquée par mise en exploitation du domaine des Rambins par la SELVC.
Le 30 mars 2019 est voté par le conseil municipal de Villard-de-Lans, le rachat de 76,8% des parts de la SEVLC par la société Infinity Nine Mountain (propriété de Tony Parker). La société Infinity Nine Mountain a signé le rachat de la SELVC, le 13 mai 2019, en présence de Tony Parker.

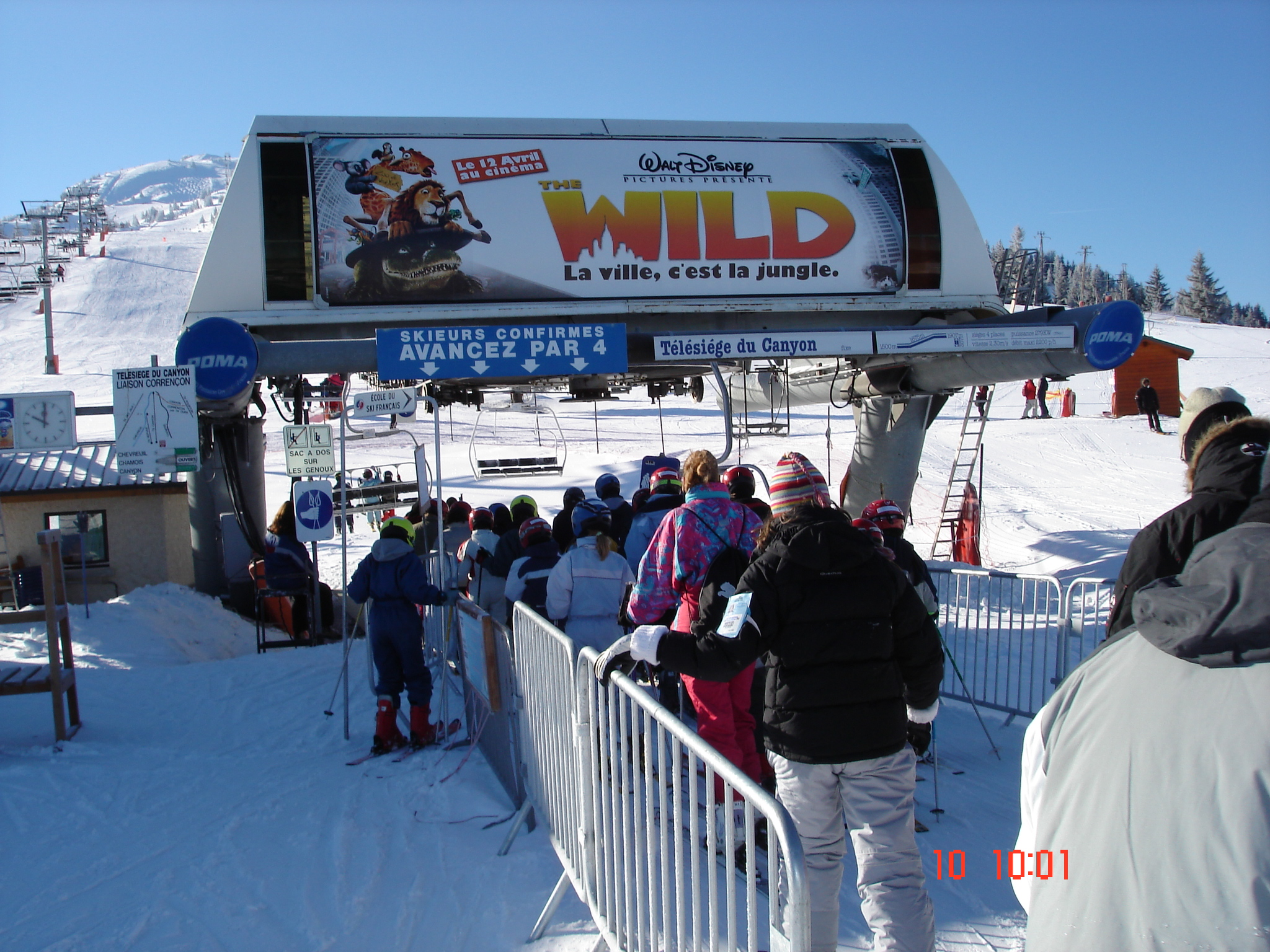
La télésiège Canyon en 2006.
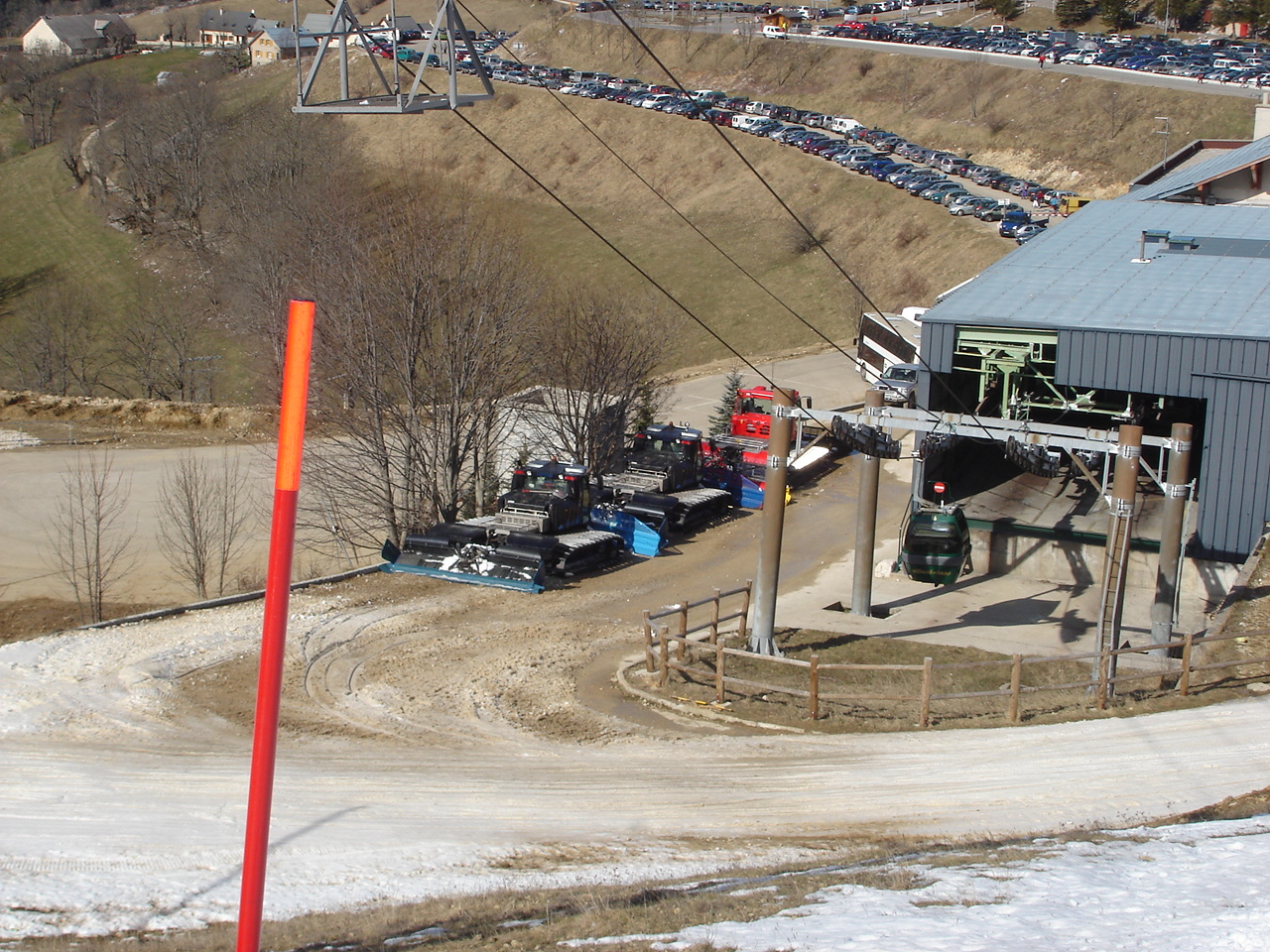
La télécabine Côte 2000 en 2006.
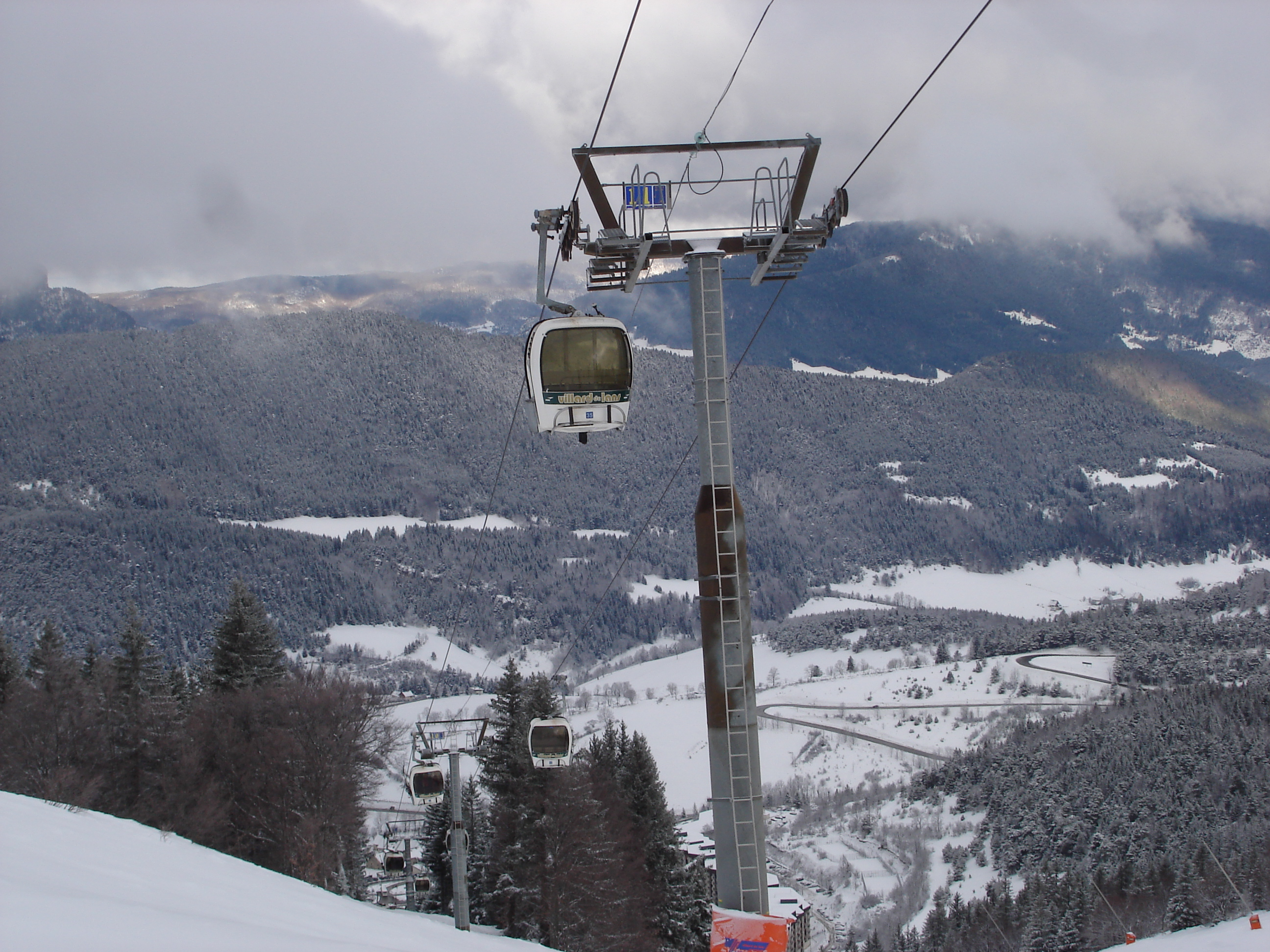
La télécabine Pré des Preys en 2009.

En décembre 2019, l'« Espace Villard-Corrençon » change de nom et devient « Villard-Corrençon by SEVLC ».
Le domaine skiable est resté fermé pour la saison hivernale 2020-2021, à cause de la pandémie de Covid-19.
Le télésiège Combeauvieux est démonté au printemps 2025.

## Pistes et remontées mécaniques
Le domaine compte 20 remontées mécaniques et 41 pistes de ski.

### Secteur Villard

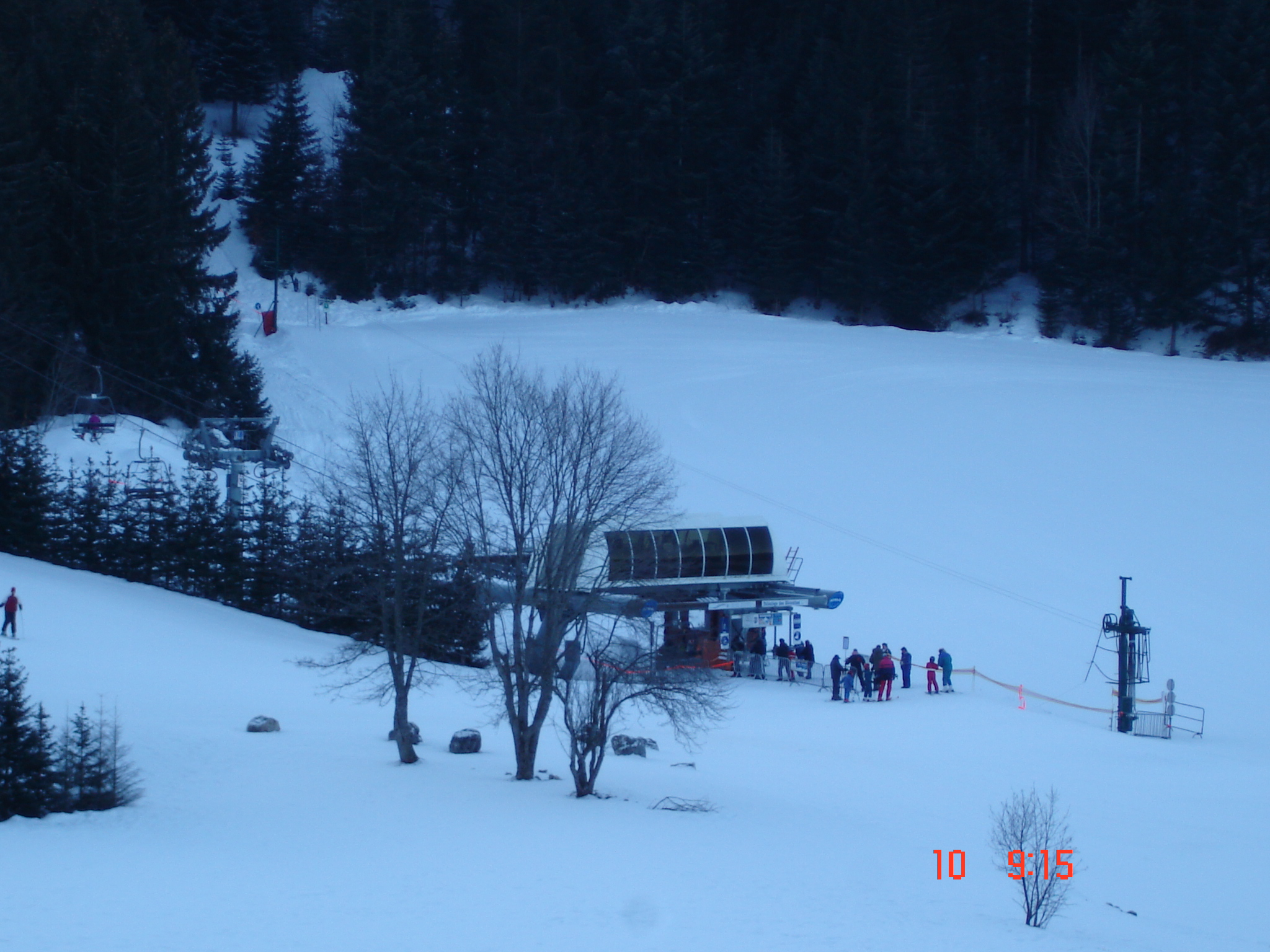
Le téléski Aversin en 2006.

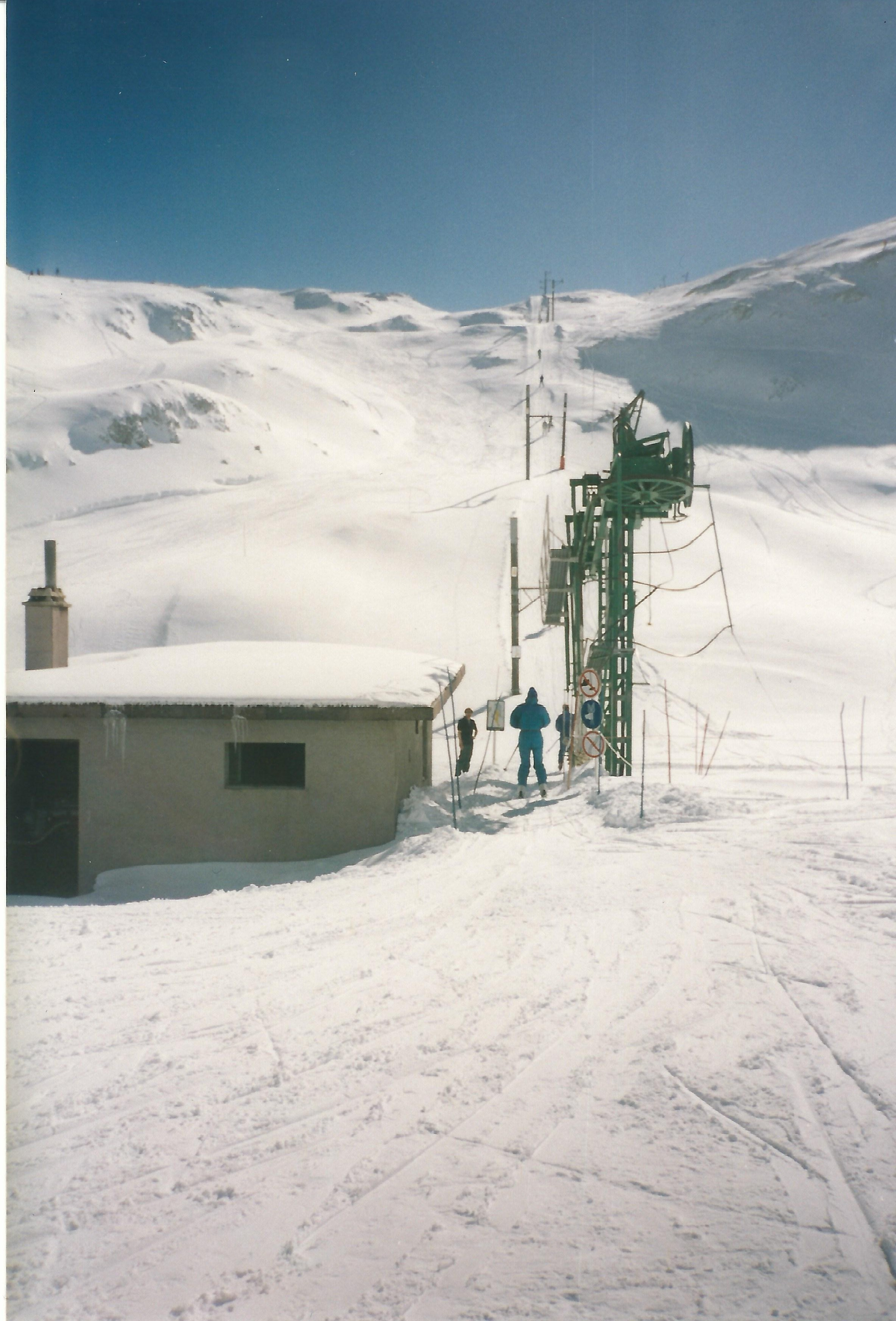
Le téléski Grande Moucherolle.

| Remontées mécaniques                               | Pistes |
| -------------------------------------------------- | --- |
| TCD Côte 2000 - TCD Pré des Preys                  | La Traverse - Marmotton - Salamandre - Salamandre Bas - Clots - Piste aux Étoiles - Retour Villard Village |
| TSD Le Grand Canyon - TSD Les Crêtes               | Bouquetin - Cerf Haut - Chevreuil - Daim - Perdrix Blanche - Bourgon - Éterlou                             |
| TSF Refuge - TSF Les Glovettes - TSF Grand Buisson | Canyon - Cerf Bas - Coq - Lièvre Blanc Bas - Lièvre Blanc Haut - Épervier - Tétras                         |
| TK Bamby - TK Jaux - TK Ourson - TK Refuge         | Chamois - Émile Allais - Escalier - Loup - Carole Montillet - Mouflon                                      |

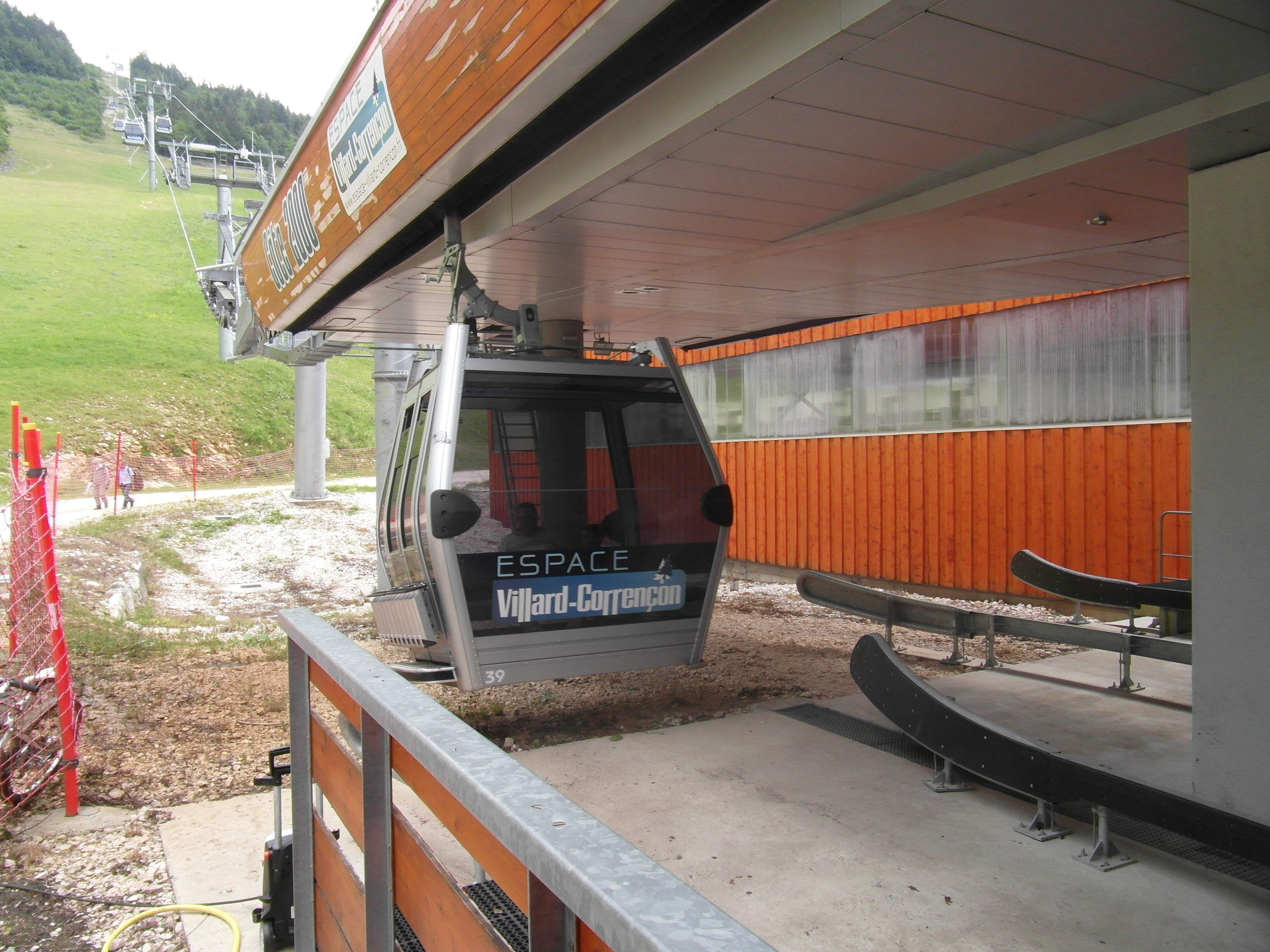
Télécabine Côte 2000.
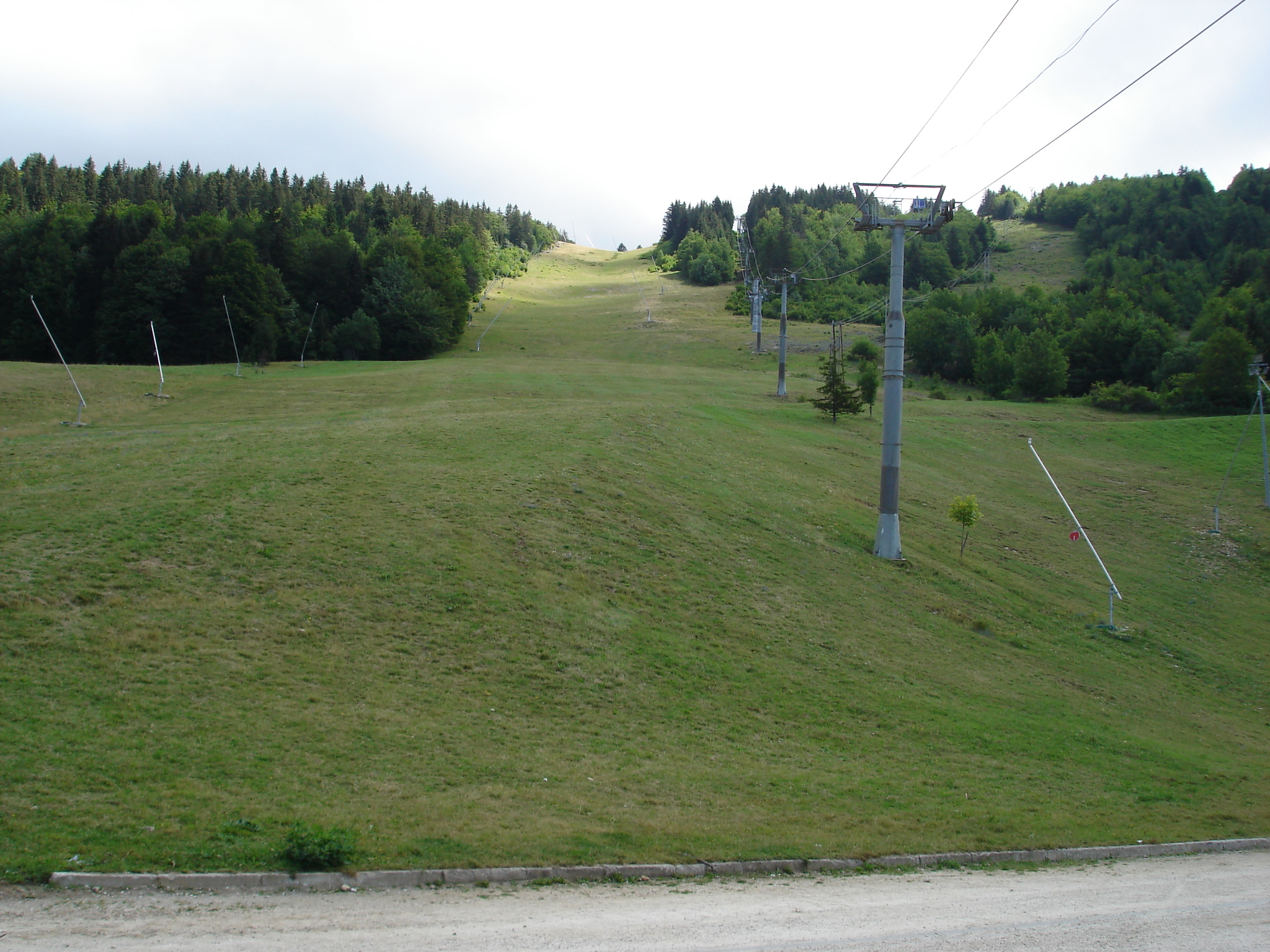
Télécabine Pré des Preys.
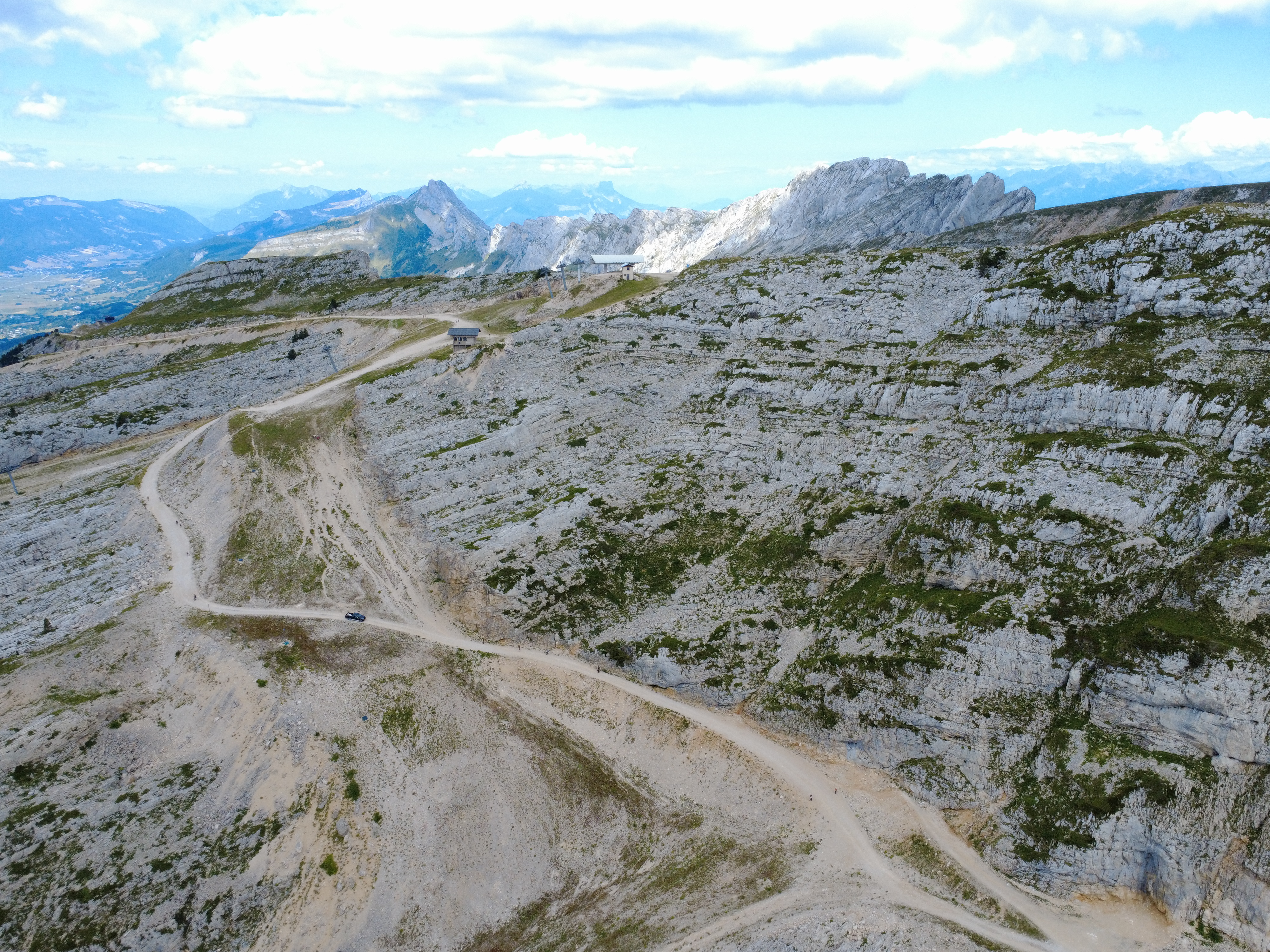
Télésiège Les Crètes.
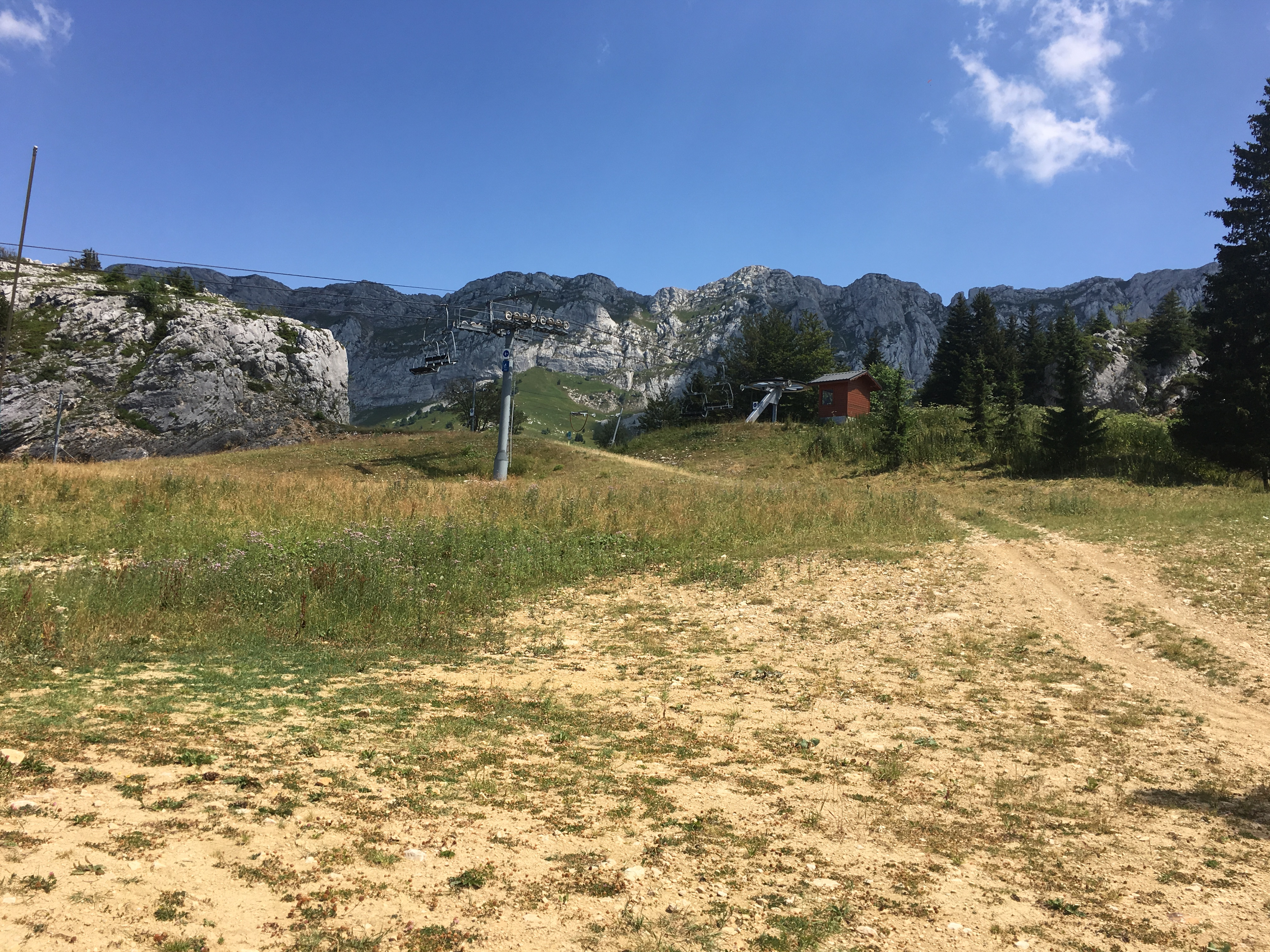
Télésiège Les Glovettes.
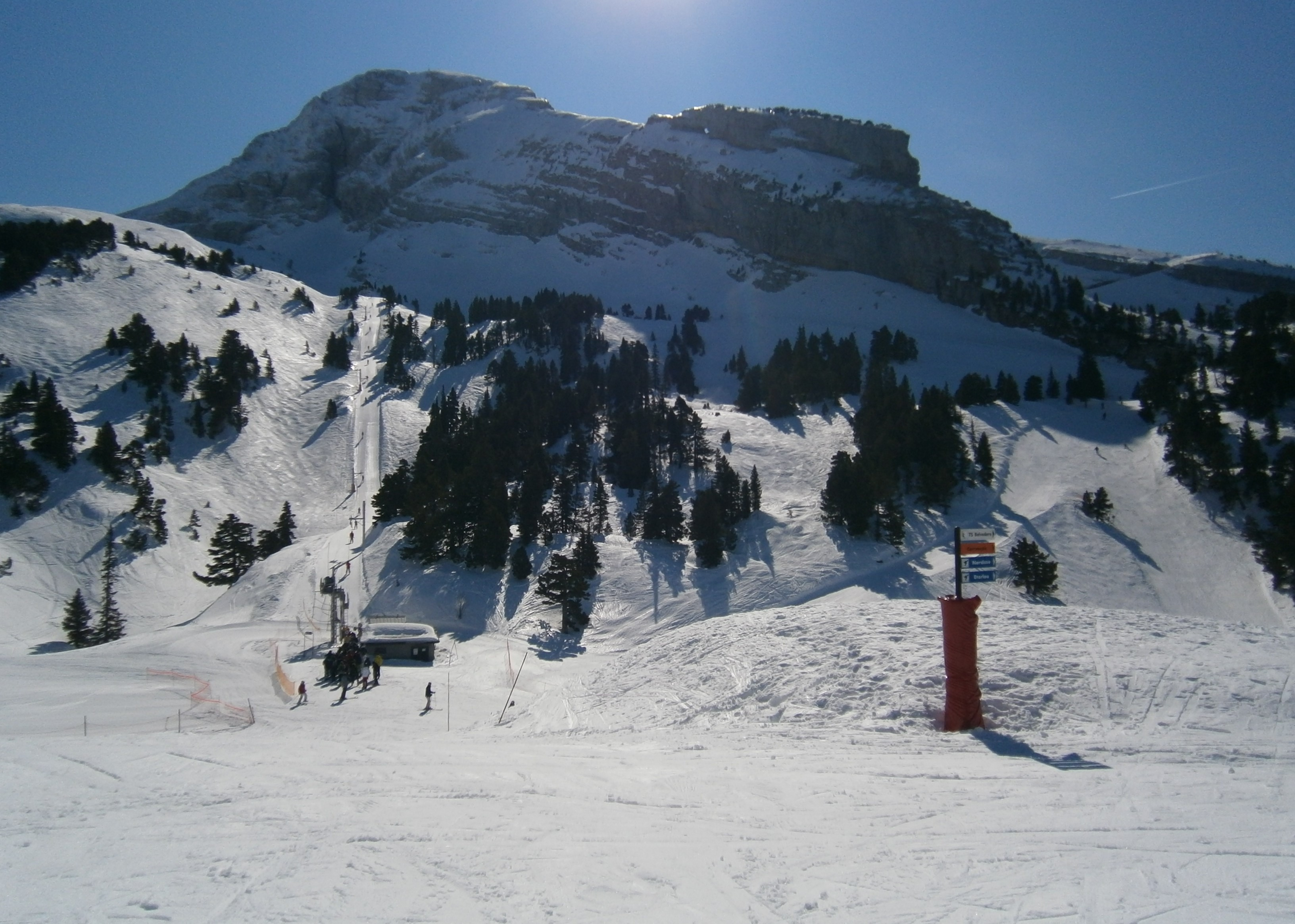
Téléski Ourson.

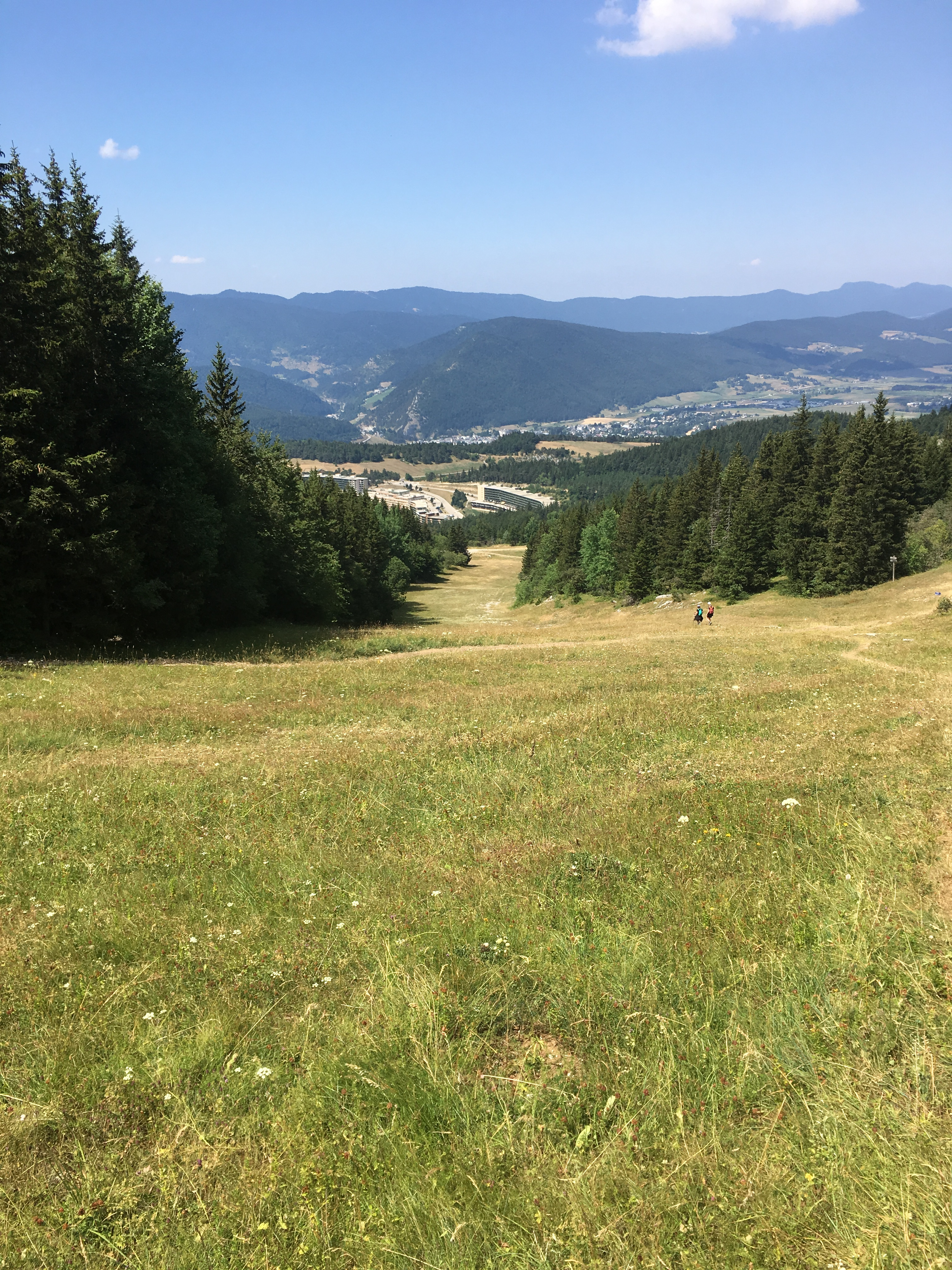
Piste Bourgon.
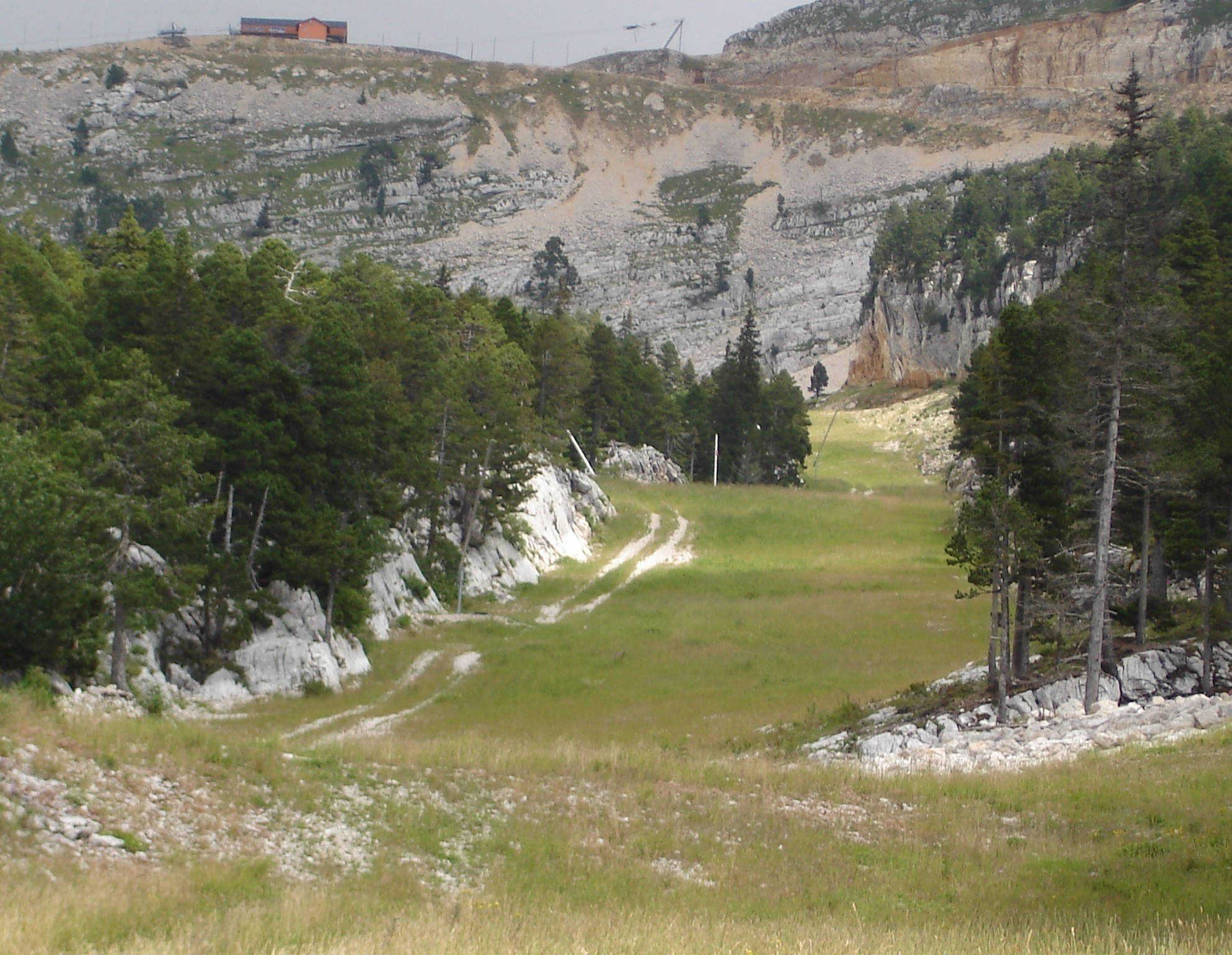
Piste Canyon.
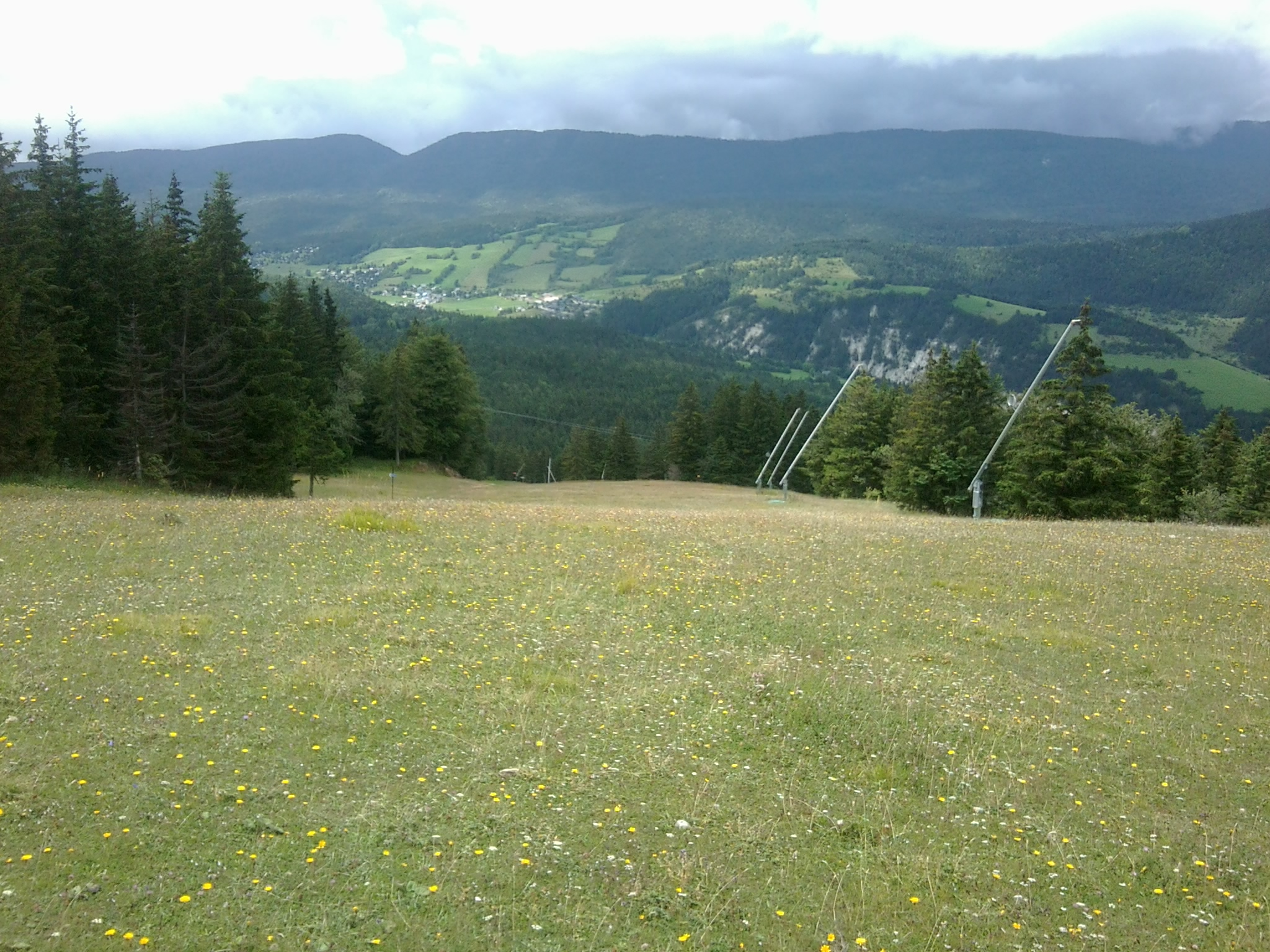
Piste Cerf Haut.
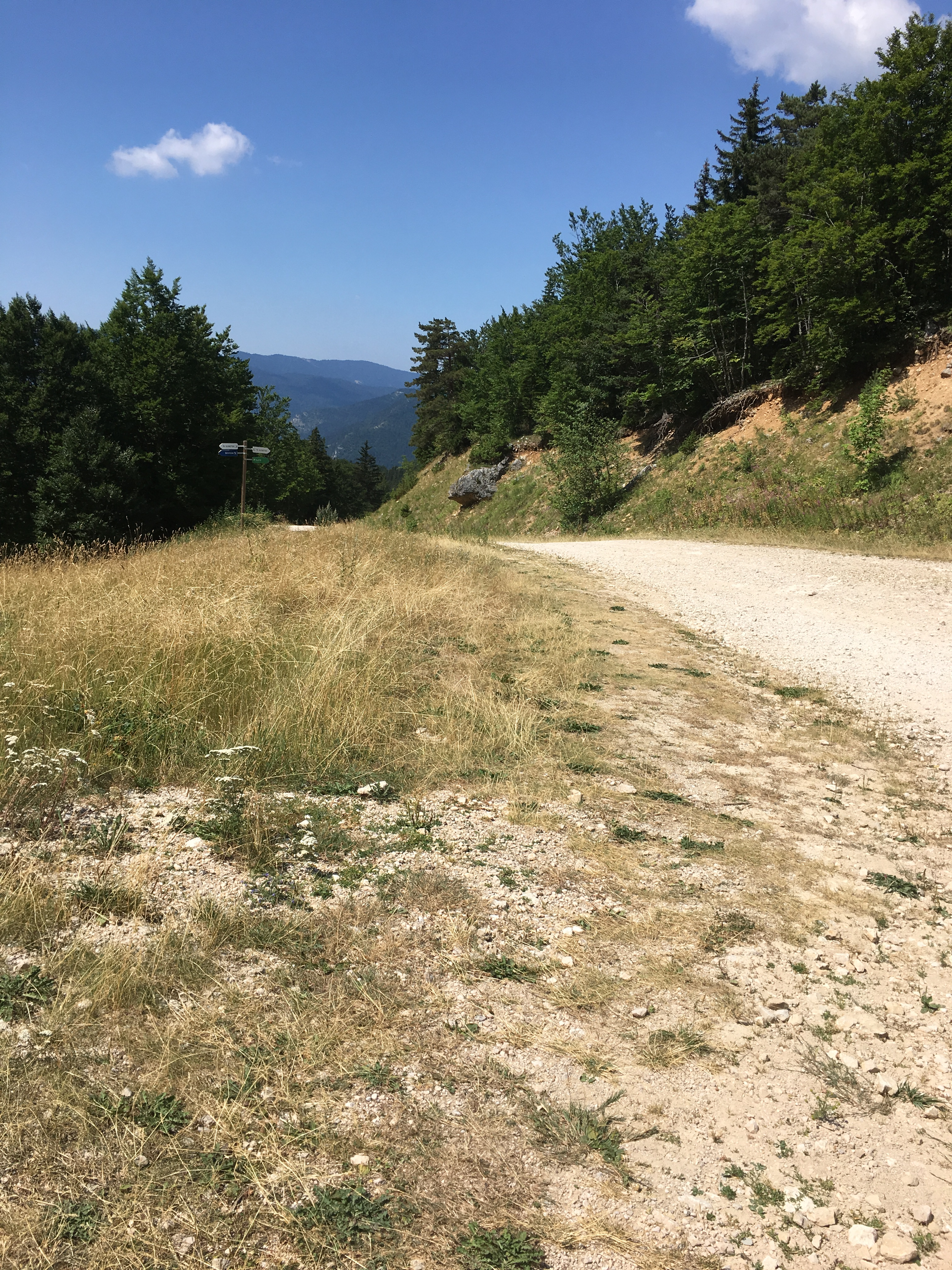
Piste Clots.
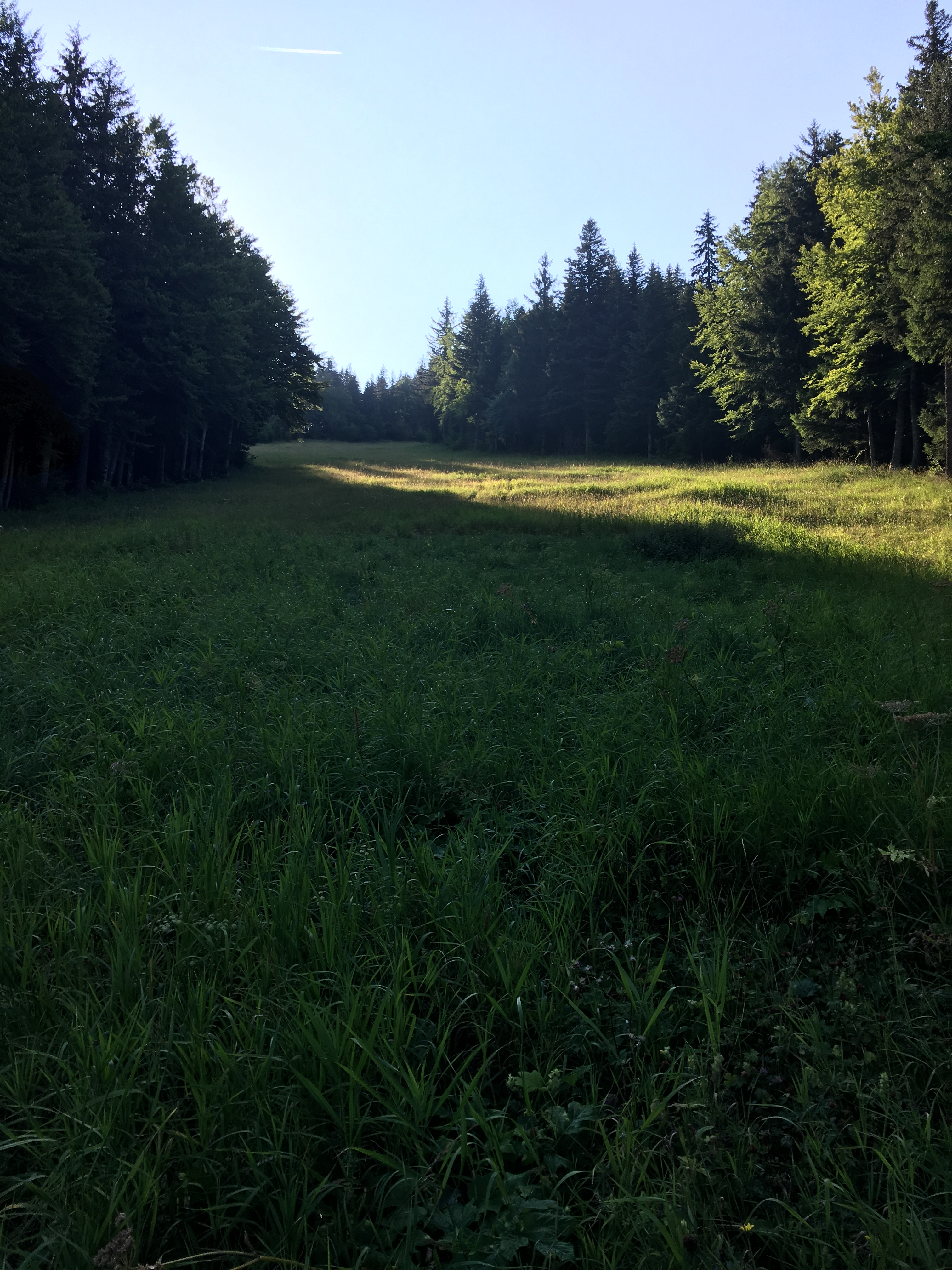
Piste Marmotton.
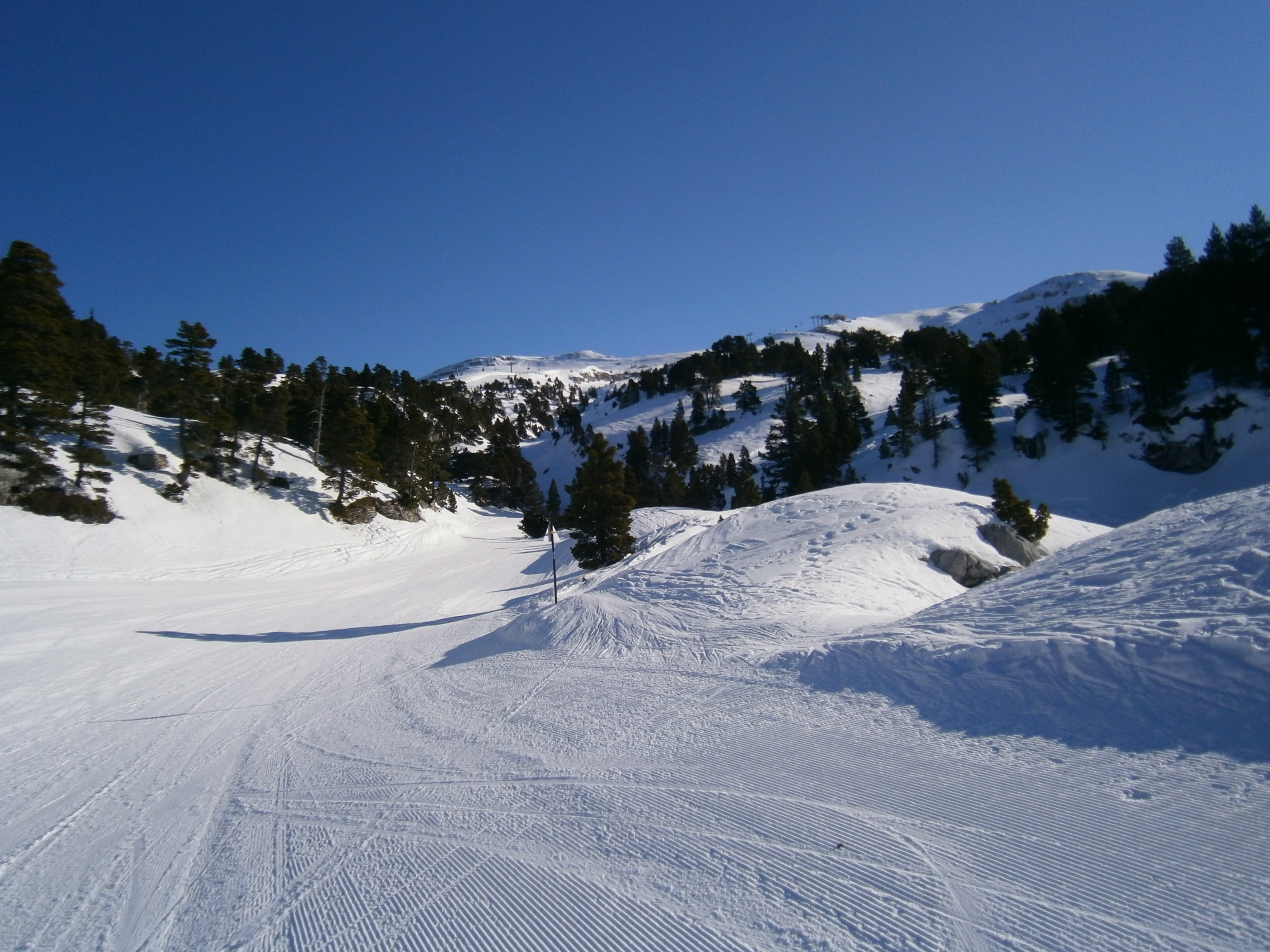
Piste Perdrix Blanche.

### Secteur Corrençon

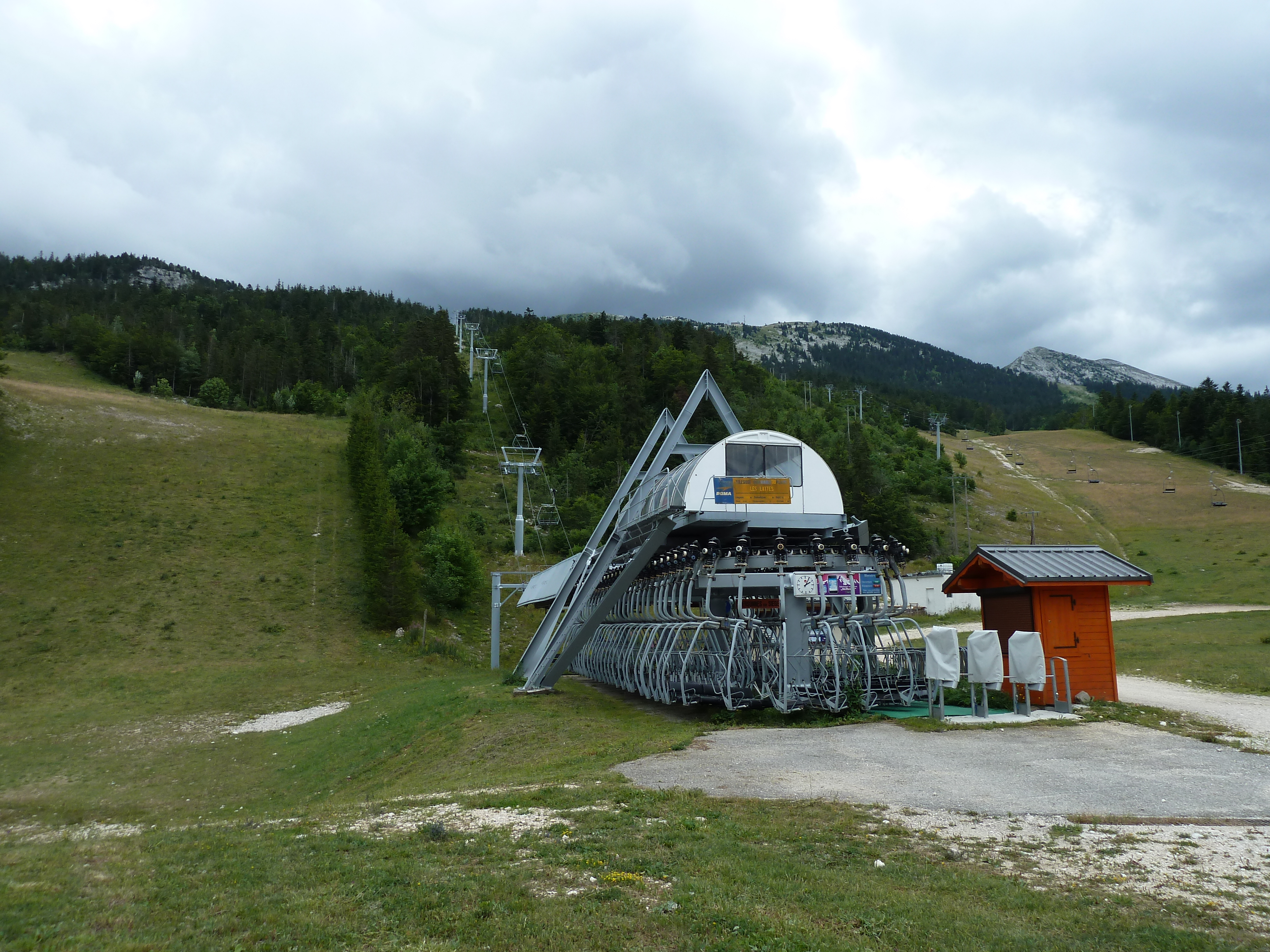
Le télésiège Les Lattes en 2010.
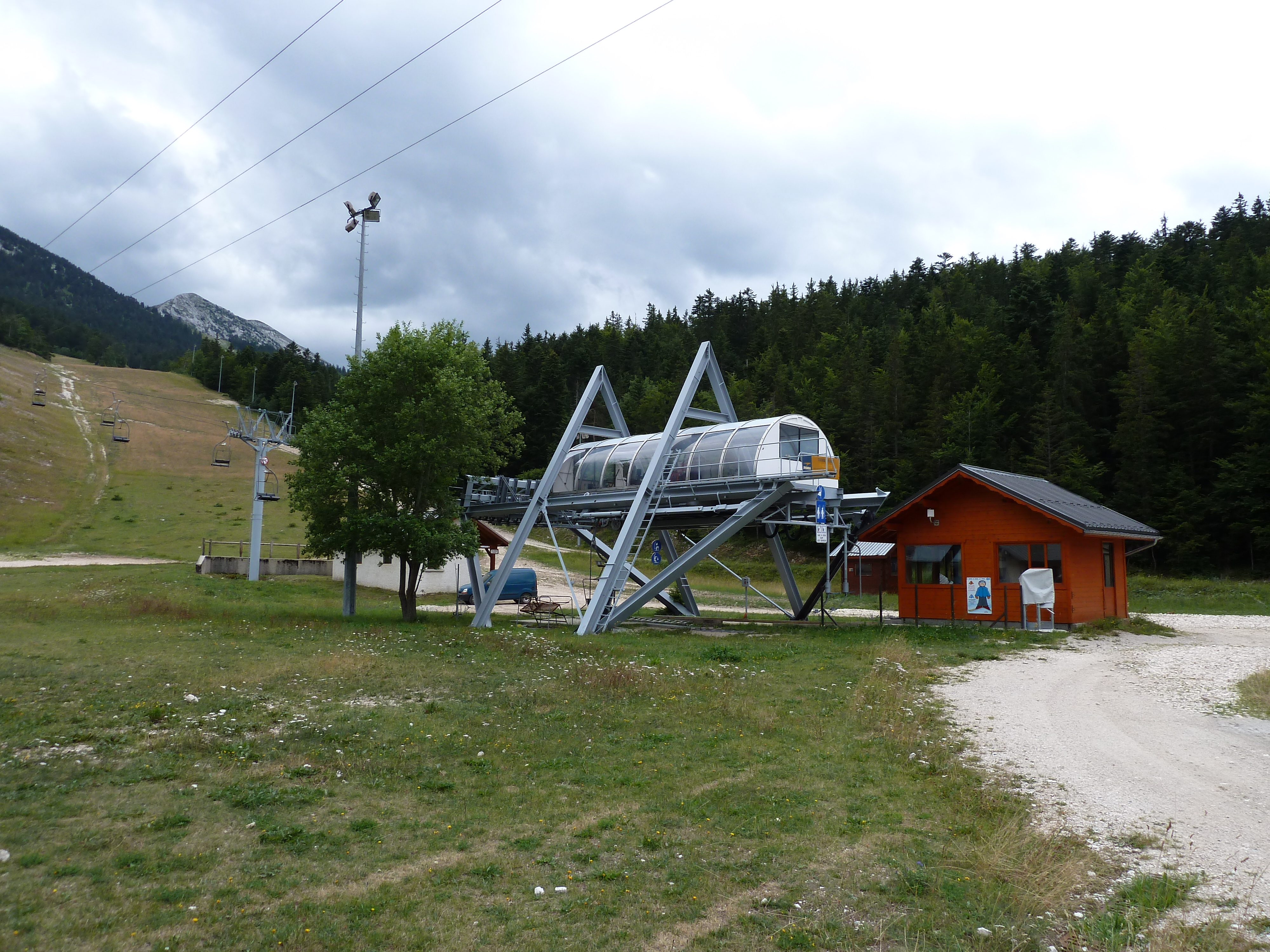
Le télésiège Combeauvieux en 2010.

| Remontées mécaniques                                                                  | Pistes                                            |
| ------------------------------------------------------------------------------------- | ------------------------------------------------- |
| TMX Clos de la Balme                                                                  | Forêt - Lilas - Prairie - Violette                |
| TSF Belvédère                                                                         | Marguerite - Narcisse Bas - Perce Neige           |
| TK Les Arolles - TK Falaise 1 - TK Falaise 2 - TK Ribambelle - TK Village - Télécorde | Choucas - Edelweiss - Narcisse Haut - Edelweiss 2 |
| Tapis Murgers                                                                         | Grand Couloir - Petite Moucherolle - Rhodo        |

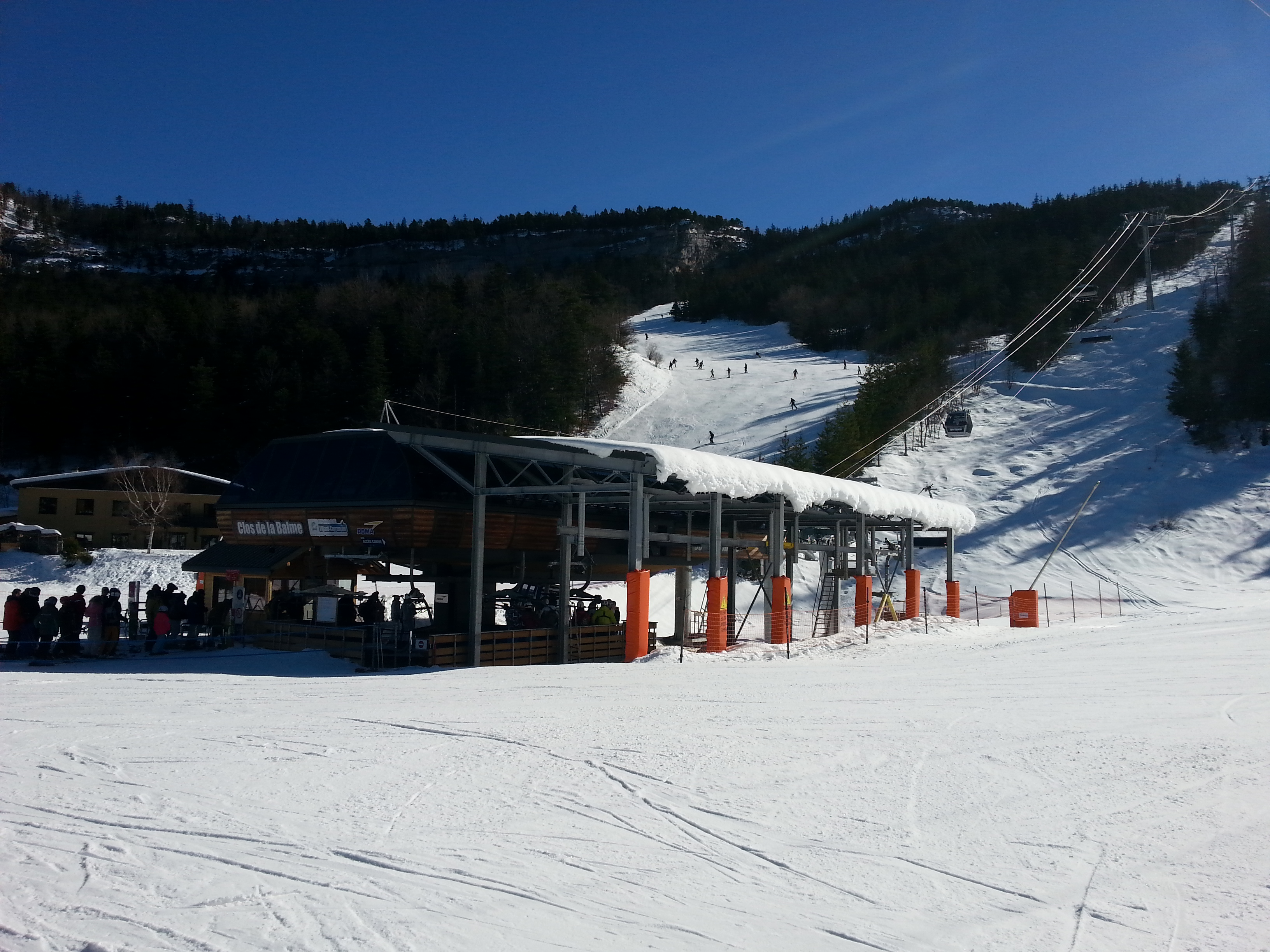
Télémix Clos de la Balme.
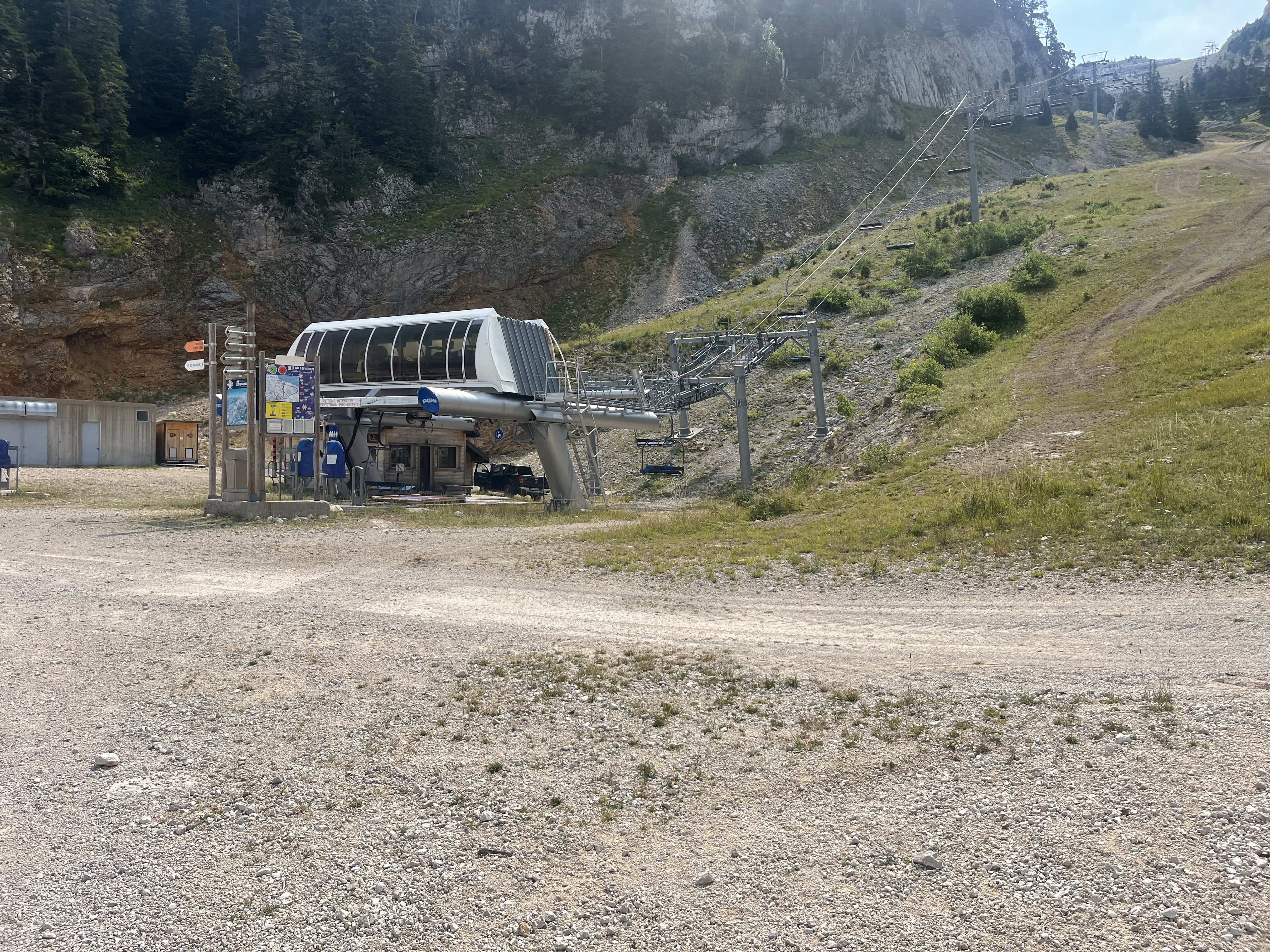
Télésiège Belvédère.
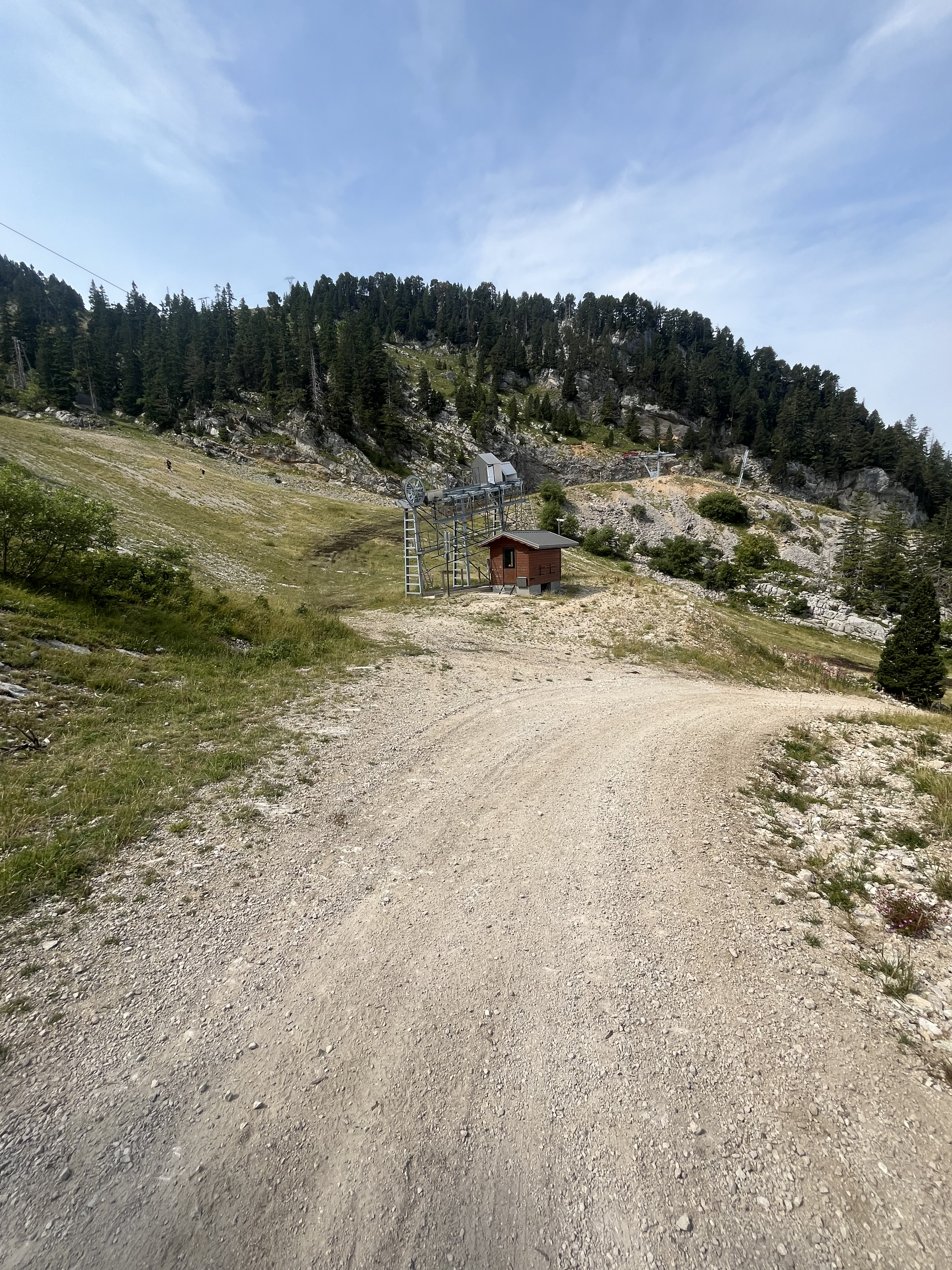
Téléski Les Arolles.
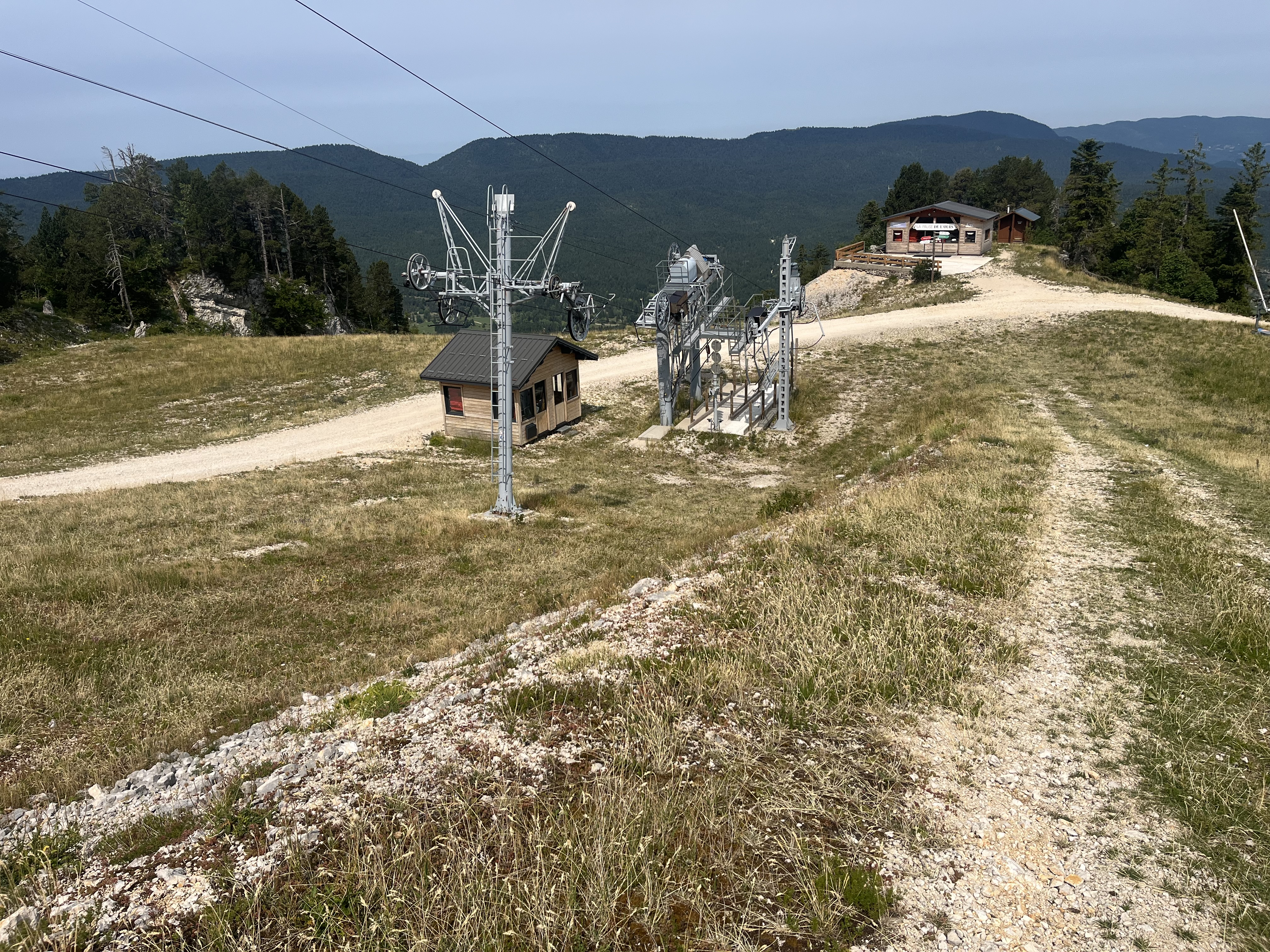
Téléskis Falaise 1 et 2.

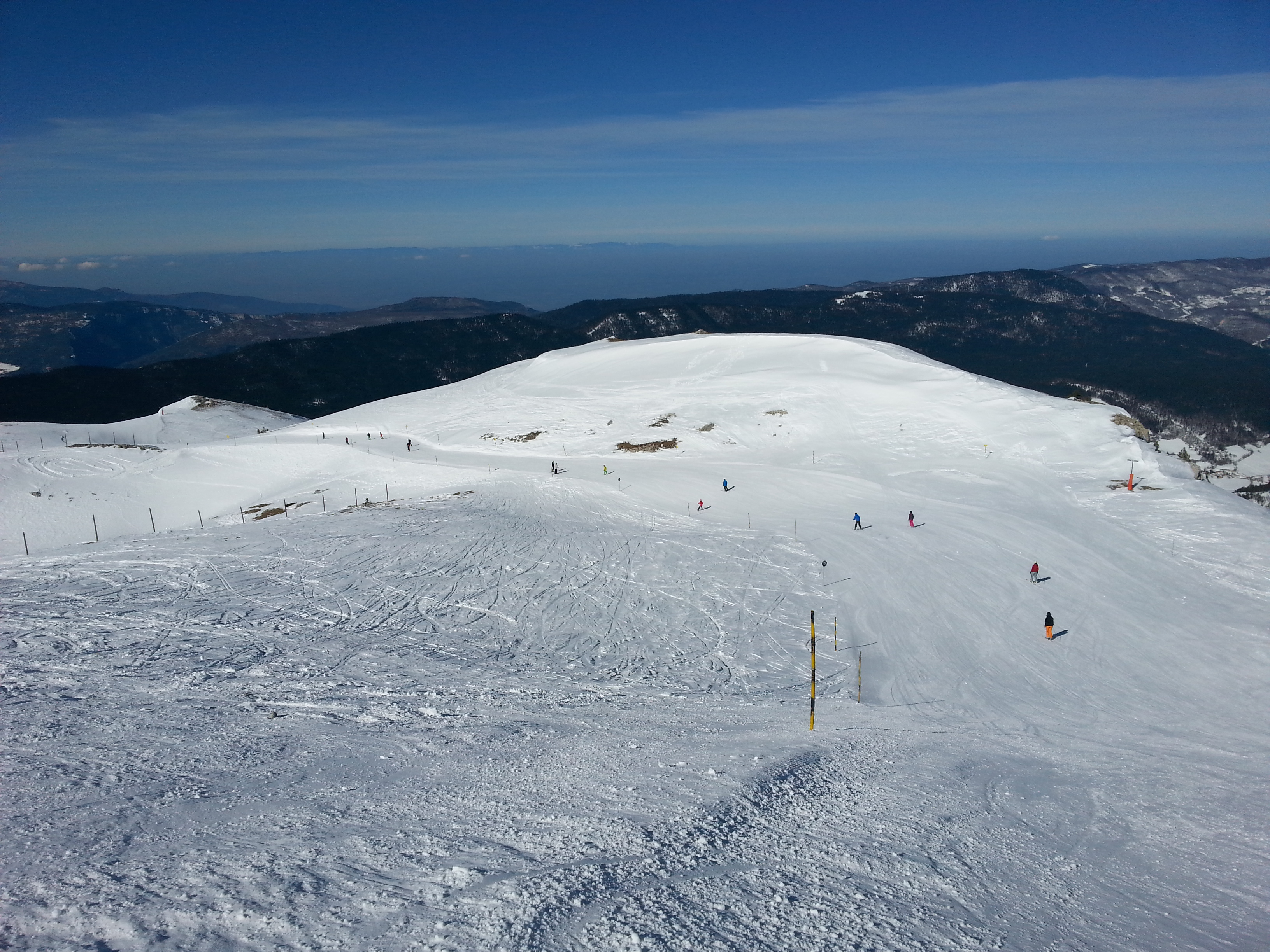
Piste Choucas.
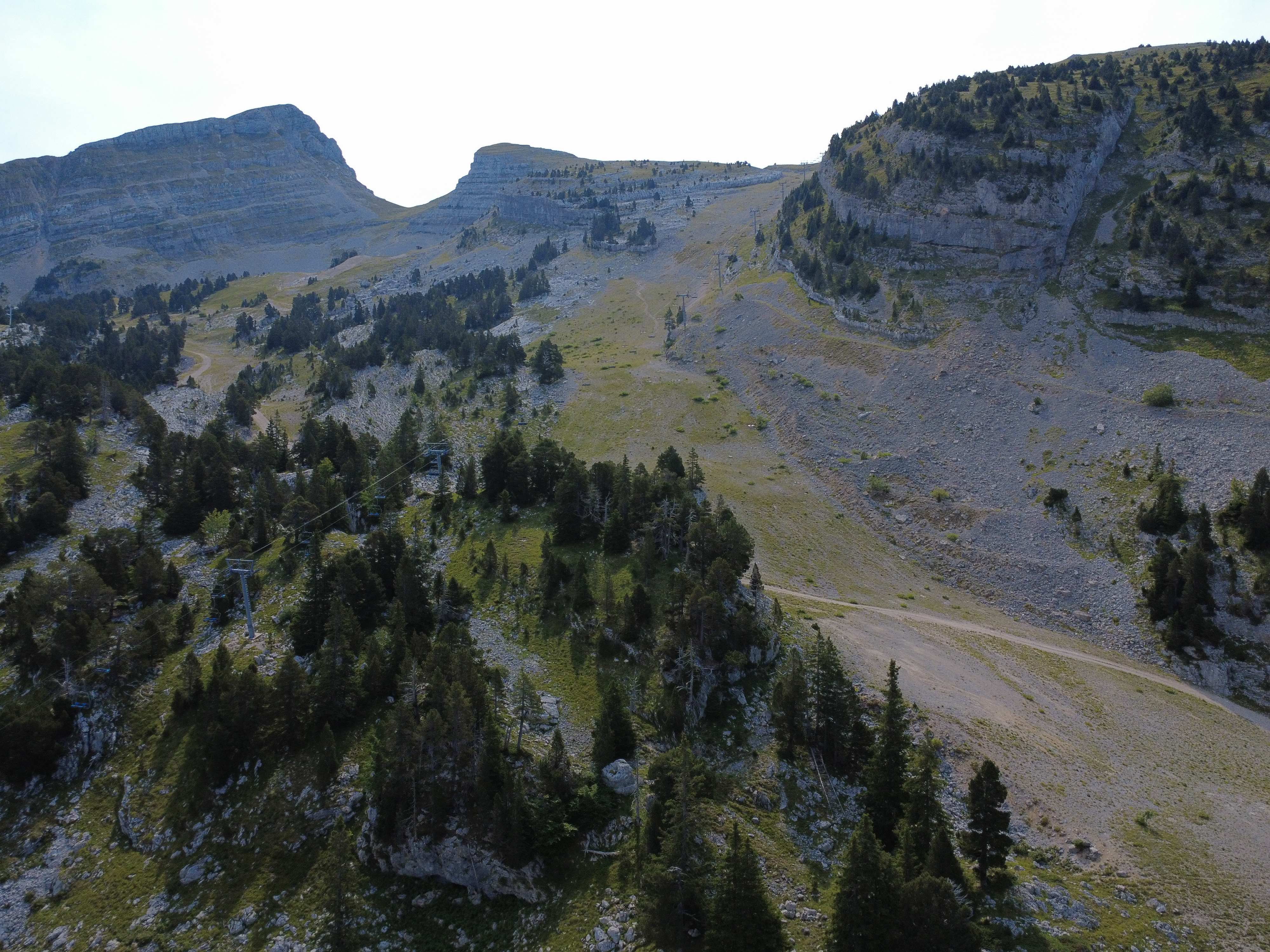
Piste Grand Couloir.
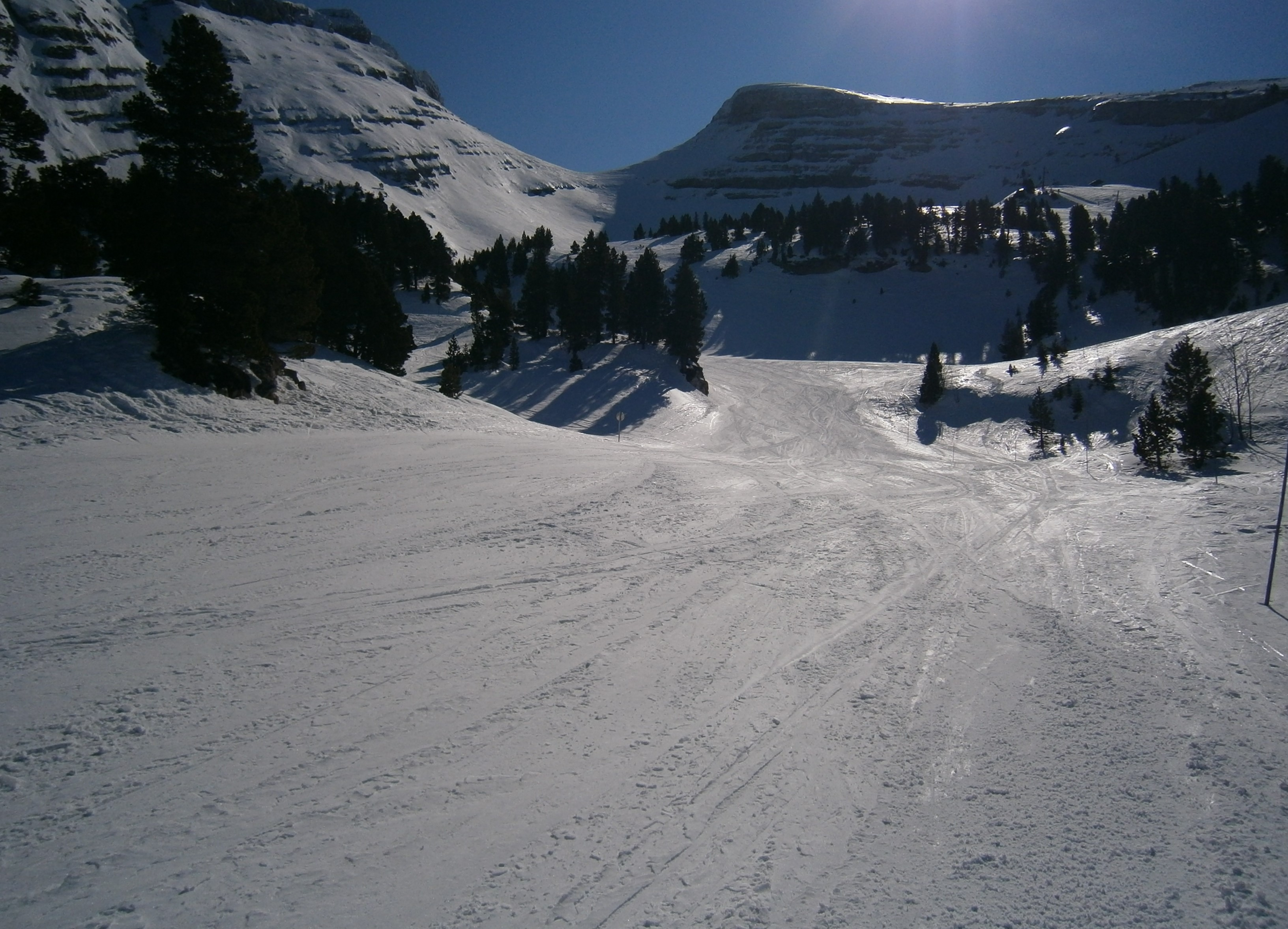
Piste Marguerite.
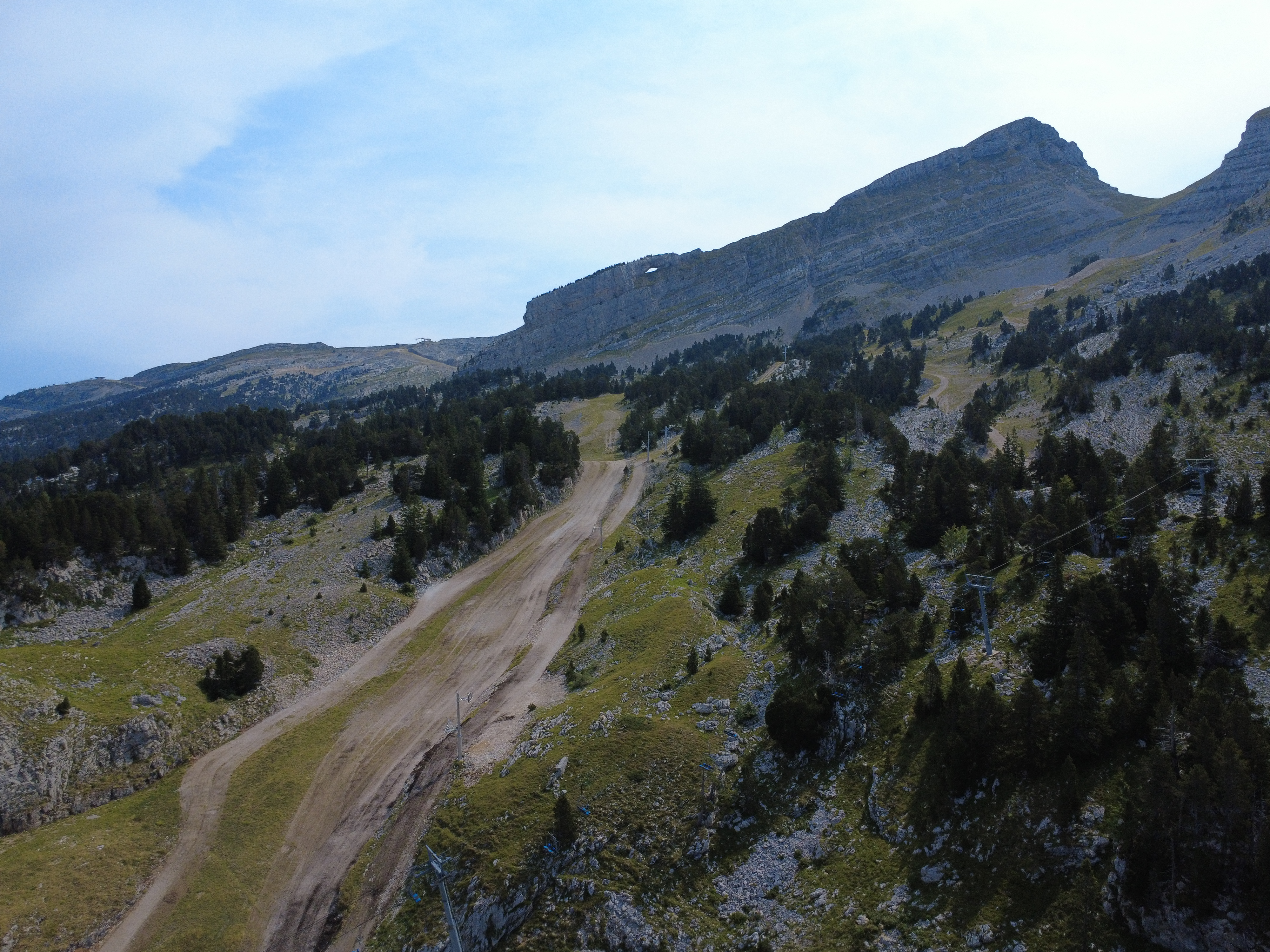
Piste Perce-Neige.
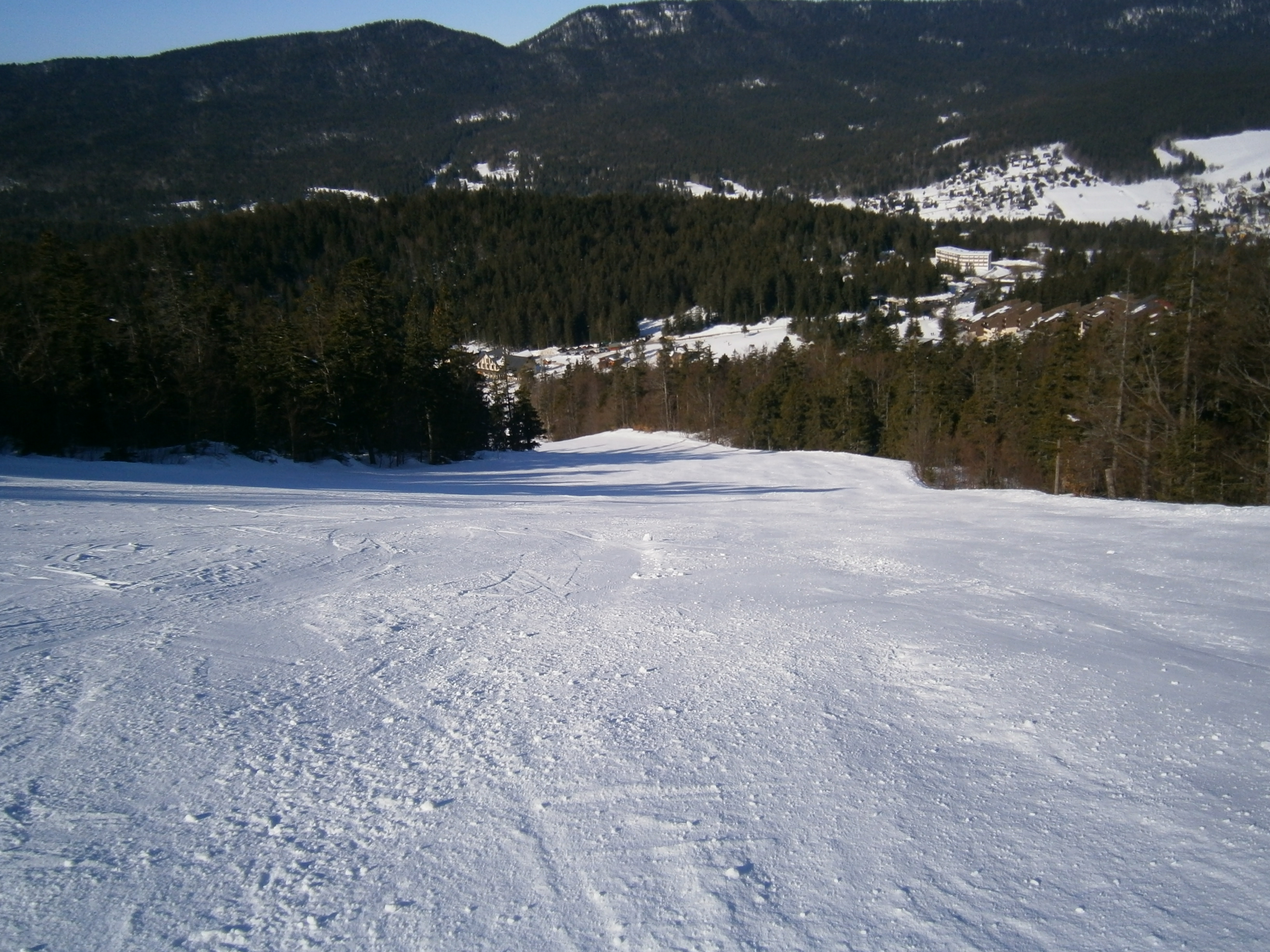
Piste Rhodo.
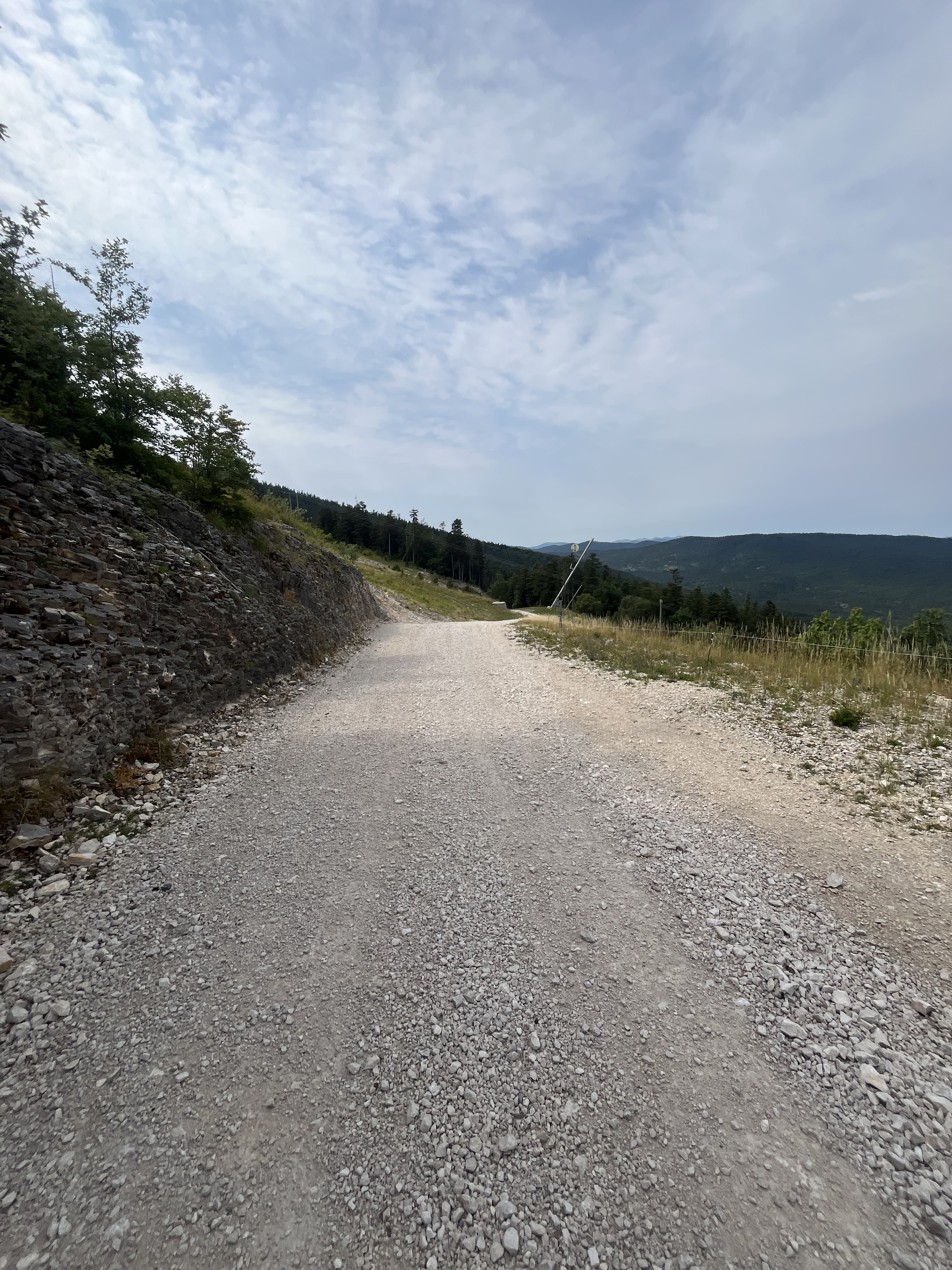
Piste Violette.

## Logotypes
| Période                     | Logos |
| --------------------------- | ----- |
| Avant 2008                  |       |
| Décembre 2008 à avril 2019  |       |
| Décembre 2019 à avril 2024  |       |
| Décembre 2024 à aujourd'hui |       |

## Avalanches
Le mardi 8 mars 1988, deux élèves qui suivaient un stage de préparation sportive en vue du baccalauréat ont trouvé la mort dans une avalanche alors qu'ils skiaient sur la piste de liaison (Salamandre), entre le domaine skiable de la commune de Corrençon-en-Vercors et celui de Villard-de-Lans.
Le lundi 28 février 2011, vers 15 h, une avalanche de poudreuse a balayé quatre skieurs qui faisaient du ski hors piste, dans une pente proche de la piste de l'Edelweiss (secteur Corrençon). Elle a fait un mort, un blessé grave et un blessé léger.